# فهرست سیارک‌ها (۱۱۴۰۰۱–۱۱۵۰۰۱)
فهرست سیارک‌ها (۱۱۴۰۰۱ - ۱۱۵۰۰۱) فهرست سیارک‌ها از ۱۱۴۰۰۱ تا ۱۱۵۰۰۱ است.
| نام    | نام انگلیسی  | تاریخ کشف      |
| ------ | ------------ | -------------- |
| ۱۱۴۰۰۱ | 2002 UT33    | ۳۱ اکتبر ۲۰۰۲  |
| ۱۱۴۰۰۲ | 2002 UP34    | ۳۱ اکتبر ۲۰۰۲  |
| ۱۱۴۰۰۳ | 2002 UZ34    | ۳۱ اکتبر ۲۰۰۲  |
| ۱۱۴۰۰۴ | 2002 UF36    | ۳۱ اکتبر ۲۰۰۲  |
| ۱۱۴۰۰۵ | 2002 UQ36    | ۳۱ اکتبر ۲۰۰۲  |
| ۱۱۴۰۰۶ | 2002 UC38    | ۳۱ اکتبر ۲۰۰۲  |
| ۱۱۴۰۰۷ | 2002 UO38    | ۳۱ اکتبر ۲۰۰۲  |
| ۱۱۴۰۰۸ | 2002 UG39    | ۳۱ اکتبر ۲۰۰۲  |
| ۱۱۴۰۰۹ | 2002 UH39    | ۳۱ اکتبر ۲۰۰۲  |
| ۱۱۴۰۱۰ | 2002 UD40    | ۳۱ اکتبر ۲۰۰۲  |
| ۱۱۴۰۱۱ | 2002 UG40    | ۳۱ اکتبر ۲۰۰۲  |
| ۱۱۴۰۱۲ | 2002 UH40    | ۳۱ اکتبر ۲۰۰۲  |
| ۱۱۴۰۱۳ | 2002 UJ40    | ۳۱ اکتبر ۲۰۰۲  |
| ۱۱۴۰۱۴ | 2002 UL40    | ۳۱ اکتبر ۲۰۰۲  |
| ۱۱۴۰۱۵ | 2002 UW40    | ۳۱ اکتبر ۲۰۰۲  |
| ۱۱۴۰۱۶ | 2002 UY40    | ۳۱ اکتبر ۲۰۰۲  |
| ۱۱۴۰۱۷ | 2002 UG41    | ۳۱ اکتبر ۲۰۰۲  |
| ۱۱۴۰۱۸ | 2002 UJ42    | ۳۰ اکتبر ۲۰۰۲  |
| ۱۱۴۰۱۹ | 2002 UC45    | ۳۱ اکتبر ۲۰۰۲  |
| ۱۱۴۰۲۰ | 2002 US46    | ۳۱ اکتبر ۲۰۰۲  |
| ۱۱۴۰۲۱ | 2002 US49    | ۳۱ اکتبر ۲۰۰۲  |
| ۱۱۴۰۲۲ | 2002 UZ51    | ۲۹ اکتبر ۲۰۰۲  |
| ۱۱۴۰۲۳ | 2002 UL52    | ۲۹ اکتبر ۲۰۰۲  |
| ۱۱۴۰۲۴ | 2002 UB62    | ۳۰ اکتبر ۲۰۰۲  |
| ۱۱۴۰۲۵ | 2002 UC63    | ۳۰ اکتبر ۲۰۰۲  |
| ۱۱۴۰۲۶ | 2002 UO64    | ۳۰ اکتبر ۲۰۰۲  |
| ۱۱۴۰۲۷ | 2002 UL69    | ۳۰ اکتبر ۲۰۰۲  |
| ۱۱۴۰۲۸ | 2002 VK3     | ۱ نوامبر ۲۰۰۲  |
| ۱۱۴۰۲۹ | 2002 VM3     | ۱ نوامبر ۲۰۰۲  |
| ۱۱۴۰۳۰ | 2002 VD7     | ۲ نوامبر ۲۰۰۲  |
| ۱۱۴۰۳۱ | 2002 VL7     | ۴ نوامبر ۲۰۰۲  |
| ۱۱۴۰۳۲ | 2002 VM7     | ۴ نوامبر ۲۰۰۲  |
| ۱۱۴۰۳۳ | 2002 VX7     | ۱ نوامبر ۲۰۰۲  |
| ۱۱۴۰۳۴ | 2002 VO8     | ۱ نوامبر ۲۰۰۲  |
| ۱۱۴۰۳۵ | 2002 VX8     | ۱ نوامبر ۲۰۰۲  |
| ۱۱۴۰۳۶ | 2002 VK9     | ۱ نوامبر ۲۰۰۲  |
| ۱۱۴۰۳۷ | 2002 VH10    | ۱ نوامبر ۲۰۰۲  |
| ۱۱۴۰۳۸ | 2002 VN10    | ۱ نوامبر ۲۰۰۲  |
| ۱۱۴۰۳۹ | 2002 VV10    | ۱ نوامبر ۲۰۰۲  |
| ۱۱۴۰۴۰ | 2002 VY10    | ۱ نوامبر ۲۰۰۲  |
| ۱۱۴۰۴۱ | 2002 VM11    | ۱ نوامبر ۲۰۰۲  |
| ۱۱۴۰۴۲ | 2002 VV11    | ۱ نوامبر ۲۰۰۲  |
| ۱۱۴۰۴۳ | 2002 VO12    | ۴ نوامبر ۲۰۰۲  |
| ۱۱۴۰۴۴ | 2002 VY14    | ۶ نوامبر ۲۰۰۲  |
| ۱۱۴۰۴۵ | 2002 VC15    | ۵ نوامبر ۲۰۰۲  |
| ۱۱۴۰۴۶ | 2002 VN16    | ۵ نوامبر ۲۰۰۲  |
| ۱۱۴۰۴۷ | 2002 VT16    | ۵ نوامبر ۲۰۰۲  |
| ۱۱۴۰۴۸ | 2002 VC17    | ۵ نوامبر ۲۰۰۲  |
| ۱۱۴۰۴۹ | 2002 VD17    | ۵ نوامبر ۲۰۰۲  |
| ۱۱۴۰۵۰ | 2002 VT18    | ۴ نوامبر ۲۰۰۲  |
| ۱۱۴۰۵۱ | 2002 VY18    | ۴ نوامبر ۲۰۰۲  |
| ۱۱۴۰۵۲ | 2002 VA19    | ۴ نوامبر ۲۰۰۲  |
| ۱۱۴۰۵۳ | 2002 VD19    | ۴ نوامبر ۲۰۰۲  |
| ۱۱۴۰۵۴ | 2002 VV19    | ۴ نوامبر ۲۰۰۲  |
| ۱۱۴۰۵۵ | 2002 VG20    | ۴ نوامبر ۲۰۰۲  |
| ۱۱۴۰۵۶ | 2002 VG21    | ۵ نوامبر ۲۰۰۲  |
| ۱۱۴۰۵۷ | 2002 VR21    | ۵ نوامبر ۲۰۰۲  |
| ۱۱۴۰۵۸ | 2002 VX22    | ۵ نوامبر ۲۰۰۲  |
| ۱۱۴۰۵۹ | 2002 VW23    | ۵ نوامبر ۲۰۰۲  |
| ۱۱۴۰۶۰ | 2002 VP24    | ۵ نوامبر ۲۰۰۲  |
| ۱۱۴۰۶۱ | 2002 VQ24    | ۵ نوامبر ۲۰۰۲  |
| ۱۱۴۰۶۲ | 2002 VF25    | ۵ نوامبر ۲۰۰۲  |
| ۱۱۴۰۶۳ | 2002 VS25    | ۵ نوامبر ۲۰۰۲  |
| ۱۱۴۰۶۴ | 2002 VD26    | ۵ نوامبر ۲۰۰۲  |
| ۱۱۴۰۶۵ | 2002 VO26    | ۵ نوامبر ۲۰۰۲  |
| ۱۱۴۰۶۶ | 2002 VN28    | ۵ نوامبر ۲۰۰۲  |
| ۱۱۴۰۶۷ | 2002 VA29    | ۵ نوامبر ۲۰۰۲  |
| ۱۱۴۰۶۸ | 2002 VT29    | ۵ نوامبر ۲۰۰۲  |
| ۱۱۴۰۶۹ | 2002 VB30    | ۵ نوامبر ۲۰۰۲  |
| ۱۱۴۰۷۰ | 2002 VG30    | ۵ نوامبر ۲۰۰۲  |
| ۱۱۴۰۷۱ | 2002 VC32    | ۵ نوامبر ۲۰۰۲  |
| ۱۱۴۰۷۲ | 2002 VW32    | ۵ نوامبر ۲۰۰۲  |
| ۱۱۴۰۷۳ | 2002 VC33    | ۵ نوامبر ۲۰۰۲  |
| ۱۱۴۰۷۴ | 2002 VF33    | ۵ نوامبر ۲۰۰۲  |
| ۱۱۴۰۷۵ | 2002 VG33    | ۵ نوامبر ۲۰۰۲  |
| ۱۱۴۰۷۶ | 2002 VJ33    | ۵ نوامبر ۲۰۰۲  |
| ۱۱۴۰۷۷ | 2002 VM33    | ۵ نوامبر ۲۰۰۲  |
| ۱۱۴۰۷۸ | 2002 VO33    | ۵ نوامبر ۲۰۰۲  |
| ۱۱۴۰۷۹ | 2002 VX33    | ۵ نوامبر ۲۰۰۲  |
| ۱۱۴۰۸۰ | 2002 VK34    | ۵ نوامبر ۲۰۰۲  |
| ۱۱۴۰۸۱ | 2002 VO34    | ۵ نوامبر ۲۰۰۲  |
| ۱۱۴۰۸۲ | 2002 VF35    | ۵ نوامبر ۲۰۰۲  |
| ۱۱۴۰۸۳ | 2002 VS35    | ۵ نوامبر ۲۰۰۲  |
| ۱۱۴۰۸۴ | 2002 VT35    | ۵ نوامبر ۲۰۰۲  |
| ۱۱۴۰۸۵ | 2002 VW35    | ۵ نوامبر ۲۰۰۲  |
| ۱۱۴۰۸۶ | 2002 VG36    | ۵ نوامبر ۲۰۰۲  |
| ۱۱۴۰۸۷ | 2002 VJ36    | ۵ نوامبر ۲۰۰۲  |
| ۱۱۴۰۸۸ | 2002 VQ36    | ۵ نوامبر ۲۰۰۲  |
| ۱۱۴۰۸۹ | 2002 VJ38    | ۵ نوامبر ۲۰۰۲  |
| ۱۱۴۰۹۰ | 2002 VM38    | ۵ نوامبر ۲۰۰۲  |
| ۱۱۴۰۹۱ | 2002 VQ38    | ۵ نوامبر ۲۰۰۲  |
| ۱۱۴۰۹۲ | 2002 VM39    | ۵ نوامبر ۲۰۰۲  |
| ۱۱۴۰۹۳ | 2002 VO39    | ۵ نوامبر ۲۰۰۲  |
| ۱۱۴۰۹۴ | Irvpatterson | ۶ نوامبر ۲۰۰۲  |
| ۱۱۴۰۹۵ | 2002 VY39    | ۶ نوامبر ۲۰۰۲  |
| ۱۱۴۰۹۶ | Haroldbier   | ۸ نوامبر ۲۰۰۲  |
| ۱۱۴۰۹۷ | 2002 VB40    | ۸ نوامبر ۲۰۰۲  |
| ۱۱۴۰۹۸ | 2002 VJ40    | ۵ نوامبر ۲۰۰۲  |
| ۱۱۴۰۹۹ | 2002 VN40    | ۵ نوامبر ۲۰۰۲  |
| ۱۱۴۱۰۰ | 2002 VG41    | ۴ نوامبر ۲۰۰۲  |
| ۱۱۴۱۰۱ | 2002 VU41    | ۵ نوامبر ۲۰۰۲  |
| ۱۱۴۱۰۲ | 2002 VZ41    | ۵ نوامبر ۲۰۰۲  |
| ۱۱۴۱۰۳ | 2002 VA42    | ۵ نوامبر ۲۰۰۲  |
| ۱۱۴۱۰۴ | 2002 VH42    | ۵ نوامبر ۲۰۰۲  |
| ۱۱۴۱۰۵ | 2002 VQ42    | ۶ نوامبر ۲۰۰۲  |
| ۱۱۴۱۰۶ | 2002 VW43    | ۴ نوامبر ۲۰۰۲  |
| ۱۱۴۱۰۷ | 2002 VK44    | ۴ نوامبر ۲۰۰۲  |
| ۱۱۴۱۰۸ | 2002 VR44    | ۴ نوامبر ۲۰۰۲  |
| ۱۱۴۱۰۹ | 2002 VS45    | ۵ نوامبر ۲۰۰۲  |
| ۱۱۴۱۱۰ | 2002 VF47    | ۵ نوامبر ۲۰۰۲  |
| ۱۱۴۱۱۱ | 2002 VL47    | ۵ نوامبر ۲۰۰۲  |
| ۱۱۴۱۱۲ | 2002 VR47    | ۵ نوامبر ۲۰۰۲  |
| ۱۱۴۱۱۳ | 2002 VS47    | ۵ نوامبر ۲۰۰۲  |
| ۱۱۴۱۱۴ | 2002 VD48    | ۵ نوامبر ۲۰۰۲  |
| ۱۱۴۱۱۵ | 2002 VK48    | ۵ نوامبر ۲۰۰۲  |
| ۱۱۴۱۱۶ | 2002 VT48    | ۵ نوامبر ۲۰۰۲  |
| ۱۱۴۱۱۷ | 2002 VX48    | ۵ نوامبر ۲۰۰۲  |
| ۱۱۴۱۱۸ | 2002 VC49    | ۵ نوامبر ۲۰۰۲  |
| ۱۱۴۱۱۹ | 2002 VH49    | ۵ نوامبر ۲۰۰۲  |
| ۱۱۴۱۲۰ | 2002 VJ49    | ۵ نوامبر ۲۰۰۲  |
| ۱۱۴۱۲۱ | 2002 VU49    | ۵ نوامبر ۲۰۰۲  |
| ۱۱۴۱۲۲ | 2002 VW49    | ۵ نوامبر ۲۰۰۲  |
| ۱۱۴۱۲۳ | 2002 VX49    | ۵ نوامبر ۲۰۰۲  |
| ۱۱۴۱۲۴ | 2002 VB50    | ۵ نوامبر ۲۰۰۲  |
| ۱۱۴۱۲۵ | 2002 VC50    | ۵ نوامبر ۲۰۰۲  |
| ۱۱۴۱۲۶ | 2002 VG50    | ۵ نوامبر ۲۰۰۲  |
| ۱۱۴۱۲۷ | 2002 VL50    | ۵ نوامبر ۲۰۰۲  |
| ۱۱۴۱۲۸ | 2002 VZ50    | ۶ نوامبر ۲۰۰۲  |
| ۱۱۴۱۲۹ | 2002 VC51    | ۶ نوامبر ۲۰۰۲  |
| ۱۱۴۱۳۰ | 2002 VZ52    | ۶ نوامبر ۲۰۰۲  |
| ۱۱۴۱۳۱ | 2002 VE53    | ۶ نوامبر ۲۰۰۲  |
| ۱۱۴۱۳۲ | 2002 VH54    | ۶ نوامبر ۲۰۰۲  |
| ۱۱۴۱۳۳ | 2002 VM55    | ۶ نوامبر ۲۰۰۲  |
| ۱۱۴۱۳۴ | 2002 VX55    | ۶ نوامبر ۲۰۰۲  |
| ۱۱۴۱۳۵ | 2002 VM56    | ۶ نوامبر ۲۰۰۲  |
| ۱۱۴۱۳۶ | 2002 VU56    | ۶ نوامبر ۲۰۰۲  |
| ۱۱۴۱۳۷ | 2002 VM57    | ۶ نوامبر ۲۰۰۲  |
| ۱۱۴۱۳۸ | 2002 VS57    | ۶ نوامبر ۲۰۰۲  |
| ۱۱۴۱۳۹ | 2002 VZ58    | ۷ نوامبر ۲۰۰۲  |
| ۱۱۴۱۴۰ | 2002 VF59    | ۱ نوامبر ۲۰۰۲  |
| ۱۱۴۱۴۱ | 2002 VX60    | ۴ نوامبر ۲۰۰۲  |
| ۱۱۴۱۴۲ | 2002 VB62    | ۵ نوامبر ۲۰۰۲  |
| ۱۱۴۱۴۳ | 2002 VC62    | ۵ نوامبر ۲۰۰۲  |
| ۱۱۴۱۴۴ | 2002 VK62    | ۵ نوامبر ۲۰۰۲  |
| ۱۱۴۱۴۵ | 2002 VQ62    | ۵ نوامبر ۲۰۰۲  |
| ۱۱۴۱۴۶ | 2002 VT62    | ۵ نوامبر ۲۰۰۲  |
| ۱۱۴۱۴۷ | 2002 VE63    | ۶ نوامبر ۲۰۰۲  |
| ۱۱۴۱۴۸ | 2002 VZ63    | ۶ نوامبر ۲۰۰۲  |
| ۱۱۴۱۴۹ | 2002 VJ64    | ۶ نوامبر ۲۰۰۲  |
| ۱۱۴۱۵۰ | 2002 VS64    | ۷ نوامبر ۲۰۰۲  |
| ۱۱۴۱۵۱ | 2002 VD65    | ۷ نوامبر ۲۰۰۲  |
| ۱۱۴۱۵۲ | 2002 VK65    | ۷ نوامبر ۲۰۰۲  |
| ۱۱۴۱۵۳ | 2002 VB66    | ۷ نوامبر ۲۰۰۲  |
| ۱۱۴۱۵۴ | 2002 VB67    | ۶ نوامبر ۲۰۰۲  |
| ۱۱۴۱۵۵ | 2002 VH67    | ۷ نوامبر ۲۰۰۲  |
| ۱۱۴۱۵۶ | Eamonlittle  | ۴ نوامبر ۲۰۰۲  |
| ۱۱۴۱۵۷ | 2002 VO68    | ۷ نوامبر ۲۰۰۲  |
| ۱۱۴۱۵۸ | 2002 VE70    | ۷ نوامبر ۲۰۰۲  |
| ۱۱۴۱۵۹ | 2002 VL70    | ۷ نوامبر ۲۰۰۲  |
| ۱۱۴۱۶۰ | 2002 VO70    | ۷ نوامبر ۲۰۰۲  |
| ۱۱۴۱۶۱ | 2002 VC71    | ۷ نوامبر ۲۰۰۲  |
| ۱۱۴۱۶۲ | 2002 VJ71    | ۷ نوامبر ۲۰۰۲  |
| ۱۱۴۱۶۳ | 2002 VR71    | ۷ نوامبر ۲۰۰۲  |
| ۱۱۴۱۶۴ | 2002 VW71    | ۷ نوامبر ۲۰۰۲  |
| ۱۱۴۱۶۵ | 2002 VB72    | ۷ نوامبر ۲۰۰۲  |
| ۱۱۴۱۶۶ | 2002 VW72    | ۷ نوامبر ۲۰۰۲  |
| ۱۱۴۱۶۷ | 2002 VX72    | ۷ نوامبر ۲۰۰۲  |
| ۱۱۴۱۶۸ | 2002 VK74    | ۷ نوامبر ۲۰۰۲  |
| ۱۱۴۱۶۹ | 2002 VT74    | ۷ نوامبر ۲۰۰۲  |
| ۱۱۴۱۷۰ | 2002 VW74    | ۷ نوامبر ۲۰۰۲  |
| ۱۱۴۱۷۱ | 2002 VX74    | ۷ نوامبر ۲۰۰۲  |
| ۱۱۴۱۷۲ | 2002 VB75    | ۷ نوامبر ۲۰۰۲  |
| ۱۱۴۱۷۳ | 2002 VH75    | ۷ نوامبر ۲۰۰۲  |
| ۱۱۴۱۷۴ | 2002 VN75    | ۷ نوامبر ۲۰۰۲  |
| ۱۱۴۱۷۵ | 2002 VE77    | ۷ نوامبر ۲۰۰۲  |
| ۱۱۴۱۷۶ | 2002 VK77    | ۷ نوامبر ۲۰۰۲  |
| ۱۱۴۱۷۷ | 2002 VL77    | ۷ نوامبر ۲۰۰۲  |
| ۱۱۴۱۷۸ | 2002 VE78    | ۷ نوامبر ۲۰۰۲  |
| ۱۱۴۱۷۹ | 2002 VC80    | ۷ نوامبر ۲۰۰۲  |
| ۱۱۴۱۸۰ | 2002 VE80    | ۷ نوامبر ۲۰۰۲  |
| ۱۱۴۱۸۱ | 2002 VK80    | ۷ نوامبر ۲۰۰۲  |
| ۱۱۴۱۸۲ | 2002 VP80    | ۷ نوامبر ۲۰۰۲  |
| ۱۱۴۱۸۳ | 2002 VP81    | ۷ نوامبر ۲۰۰۲  |
| ۱۱۴۱۸۴ | 2002 VW81    | ۷ نوامبر ۲۰۰۲  |
| ۱۱۴۱۸۵ | 2002 VA82    | ۷ نوامبر ۲۰۰۲  |
| ۱۱۴۱۸۶ | 2002 VC82    | ۷ نوامبر ۲۰۰۲  |
| ۱۱۴۱۸۷ | 2002 VJ82    | ۷ نوامبر ۲۰۰۲  |
| ۱۱۴۱۸۸ | 2002 VG83    | ۷ نوامبر ۲۰۰۲  |
| ۱۱۴۱۸۹ | 2002 VX83    | ۷ نوامبر ۲۰۰۲  |
| ۱۱۴۱۹۰ | 2002 VP84    | ۷ نوامبر ۲۰۰۲  |
| ۱۱۴۱۹۱ | 2002 VQ88    | ۱۱ نوامبر ۲۰۰۲ |
| ۱۱۴۱۹۲ | 2002 VH89    | ۱۱ نوامبر ۲۰۰۲ |
| ۱۱۴۱۹۳ | 2002 VL89    | ۱۱ نوامبر ۲۰۰۲ |
| ۱۱۴۱۹۴ | 2002 VW89    | ۱۱ نوامبر ۲۰۰۲ |
| ۱۱۴۱۹۵ | 2002 VD94    | ۱۲ نوامبر ۲۰۰۲ |
| ۱۱۴۱۹۶ | 2002 VG96    | ۱۱ نوامبر ۲۰۰۲ |
| ۱۱۴۱۹۷ | 2002 VM96    | ۱۱ نوامبر ۲۰۰۲ |
| ۱۱۴۱۹۸ | 2002 VE97    | ۱۲ نوامبر ۲۰۰۲ |
| ۱۱۴۱۹۹ | 2002 VN97    | ۱۲ نوامبر ۲۰۰۲ |
| ۱۱۴۲۰۰ | 2002 VH98    | ۱۱ نوامبر ۲۰۰۲ |
| ۱۱۴۲۰۱ | 2002 VK99    | ۱۳ نوامبر ۲۰۰۲ |
| ۱۱۴۲۰۲ | 2002 VD100   | ۱۰ نوامبر ۲۰۰۲ |
| ۱۱۴۲۰۳ | 2002 VH101   | ۱۱ نوامبر ۲۰۰۲ |
| ۱۱۴۲۰۴ | 2002 VU103   | ۱۲ نوامبر ۲۰۰۲ |
| ۱۱۴۲۰۵ | 2002 VF105   | ۱۲ نوامبر ۲۰۰۲ |
| ۱۱۴۲۰۶ | 2002 VB106   | ۱۲ نوامبر ۲۰۰۲ |
| ۱۱۴۲۰۷ | 2002 VD106   | ۱۲ نوامبر ۲۰۰۲ |
| ۱۱۴۲۰۸ | 2002 VH107   | ۱۲ نوامبر ۲۰۰۲ |
| ۱۱۴۲۰۹ | 2002 VL107   | ۱۲ نوامبر ۲۰۰۲ |
| ۱۱۴۲۱۰ | 2002 VX107   | ۱۲ نوامبر ۲۰۰۲ |
| ۱۱۴۲۱۱ | 2002 VE108   | ۱۲ نوامبر ۲۰۰۲ |
| ۱۱۴۲۱۲ | 2002 VU109   | ۱۲ نوامبر ۲۰۰۲ |
| ۱۱۴۲۱۳ | 2002 VX109   | ۱۲ نوامبر ۲۰۰۲ |
| ۱۱۴۲۱۴ | 2002 VA110   | ۱۲ نوامبر ۲۰۰۲ |
| ۱۱۴۲۱۵ | 2002 VM110   | ۱۲ نوامبر ۲۰۰۲ |
| ۱۱۴۲۱۶ | 2002 VB111   | ۱۳ نوامبر ۲۰۰۲ |
| ۱۱۴۲۱۷ | 2002 VF111   | ۱۳ نوامبر ۲۰۰۲ |
| ۱۱۴۲۱۸ | 2002 VN111   | ۱۳ نوامبر ۲۰۰۲ |
| ۱۱۴۲۱۹ | 2002 VQ111   | ۱۳ نوامبر ۲۰۰۲ |
| ۱۱۴۲۲۰ | 2002 VJ112   | ۱۳ نوامبر ۲۰۰۲ |
| ۱۱۴۲۲۱ | 2002 VM112   | ۱۳ نوامبر ۲۰۰۲ |
| ۱۱۴۲۲۲ | 2002 VZ112   | ۱۳ نوامبر ۲۰۰۲ |
| ۱۱۴۲۲۳ | 2002 VJ113   | ۱۳ نوامبر ۲۰۰۲ |
| ۱۱۴۲۲۴ | 2002 VZ113   | ۱۳ نوامبر ۲۰۰۲ |
| ۱۱۴۲۲۵ | 2002 VE114   | ۱۳ نوامبر ۲۰۰۲ |
| ۱۱۴۲۲۶ | 2002 VQ115   | ۱۱ نوامبر ۲۰۰۲ |
| ۱۱۴۲۲۷ | 2002 VK116   | ۱۲ نوامبر ۲۰۰۲ |
| ۱۱۴۲۲۸ | 2002 VV116   | ۱۳ نوامبر ۲۰۰۲ |
| ۱۱۴۲۲۹ | 2002 VB118   | ۱۳ نوامبر ۲۰۰۲ |
| ۱۱۴۲۳۰ | 2002 VW118   | ۱۲ نوامبر ۲۰۰۲ |
| ۱۱۴۲۳۱ | 2002 VB122   | ۱۳ نوامبر ۲۰۰۲ |
| ۱۱۴۲۳۲ | 2002 VV123   | ۱۴ نوامبر ۲۰۰۲ |
| ۱۱۴۲۳۳ | 2002 VE124   | ۱۴ نوامبر ۲۰۰۲ |
| ۱۱۴۲۳۴ | 2002 VO124   | ۱۱ نوامبر ۲۰۰۲ |
| ۱۱۴۲۳۵ | 2002 VZ133   | ۶ نوامبر ۲۰۰۲  |
| ۱۱۴۲۳۶ | 2002 VJ134   | ۶ نوامبر ۲۰۰۲  |
| ۱۱۴۲۳۷ | 2002 VE135   | ۷ نوامبر ۲۰۰۲  |
| ۱۱۴۲۳۷ | 2002 WC      | ۱۶ نوامبر ۲۰۰۲ |
| ۱۱۴۲۳۹ | Bermarmi     | ۲۱ نوامبر ۲۰۰۲ |
| ۱۱۴۲۴۰ | 2002 WH3     | ۲۴ نوامبر ۲۰۰۲ |
| ۱۱۴۲۴۱ | 2002 WJ4     | ۲۴ نوامبر ۲۰۰۲ |
| ۱۱۴۲۴۲ | 2002 WU5     | ۲۳ نوامبر ۲۰۰۲ |
| ۱۱۴۲۴۳ | 2002 WZ5     | ۲۴ نوامبر ۲۰۰۲ |
| ۱۱۴۲۴۴ | 2002 WS8     | ۲۴ نوامبر ۲۰۰۲ |
| ۱۱۴۲۴۵ | 2002 WN9     | ۲۴ نوامبر ۲۰۰۲ |
| ۱۱۴۲۴۶ | 2002 WS9     | ۲۴ نوامبر ۲۰۰۲ |
| ۱۱۴۲۴۷ | 2002 WY10    | ۲۵ نوامبر ۲۰۰۲ |
| ۱۱۴۲۴۸ | 2002 WL11    | ۲۶ نوامبر ۲۰۰۲ |
| ۱۱۴۲۴۹ | 2002 WO11    | ۲۴ نوامبر ۲۰۰۲ |
| ۱۱۴۲۵۰ | 2002 WJ14    | ۲۸ نوامبر ۲۰۰۲ |
| ۱۱۴۲۵۱ | 2002 WP14    | ۲۸ نوامبر ۲۰۰۲ |
| ۱۱۴۲۵۲ | 2002 WD15    | ۲۸ نوامبر ۲۰۰۲ |
| ۱۱۴۲۵۳ | 2002 WZ15    | ۲۸ نوامبر ۲۰۰۲ |
| ۱۱۴۲۵۴ | 2002 WD16    | ۲۸ نوامبر ۲۰۰۲ |
| ۱۱۴۲۵۵ | 2002 WG16    | ۲۸ نوامبر ۲۰۰۲ |
| ۱۱۴۲۵۶ | 2002 WO16    | ۲۸ نوامبر ۲۰۰۲ |
| ۱۱۴۲۵۷ | 2002 WP16    | ۲۸ نوامبر ۲۰۰۲ |
| ۱۱۴۲۵۸ | 2002 WQ16    | ۲۸ نوامبر ۲۰۰۲ |
| ۱۱۴۲۵۹ | 2002 WR16    | ۲۸ نوامبر ۲۰۰۲ |
| ۱۱۴۲۶۰ | 2002 WB17    | ۲۸ نوامبر ۲۰۰۲ |
| ۱۱۴۲۶۱ | 2002 WC17    | ۲۸ نوامبر ۲۰۰۲ |
| ۱۱۴۲۶۱ | 2002 XH      | ۱ دسامبر ۲۰۰۲  |
| ۱۱۴۲۶۳ | 2002 XV1     | ۱ دسامبر ۲۰۰۲  |
| ۱۱۴۲۶۴ | 2002 XH2     | ۱ دسامبر ۲۰۰۲  |
| ۱۱۴۲۶۵ | 2002 XQ2     | ۱ دسامبر ۲۰۰۲  |
| ۱۱۴۲۶۶ | 2002 XK5     | ۱ دسامبر ۲۰۰۲  |
| ۱۱۴۲۶۷ | 2002 XM5     | ۱ دسامبر ۲۰۰۲  |
| ۱۱۴۲۶۸ | 2002 XP5     | ۱ دسامبر ۲۰۰۲  |
| ۱۱۴۲۶۹ | 2002 XG6     | ۱ دسامبر ۲۰۰۲  |
| ۱۱۴۲۷۰ | 2002 XP6     | ۱ دسامبر ۲۰۰۲  |
| ۱۱۴۲۷۱ | 2002 XZ8     | ۲ دسامبر ۲۰۰۲  |
| ۱۱۴۲۷۲ | 2002 XR13    | ۳ دسامبر ۲۰۰۲  |
| ۱۱۴۲۷۳ | 2002 XJ14    | ۵ دسامبر ۲۰۰۲  |
| ۱۱۴۲۷۴ | 2002 XL15    | ۲ دسامبر ۲۰۰۲  |
| ۱۱۴۲۷۵ | 2002 XR16    | ۳ دسامبر ۲۰۰۲  |
| ۱۱۴۲۷۶ | 2002 XP17    | ۵ دسامبر ۲۰۰۲  |
| ۱۱۴۲۷۷ | 2002 XS18    | ۵ دسامبر ۲۰۰۲  |
| ۱۱۴۲۷۸ | 2002 XV18    | ۵ دسامبر ۲۰۰۲  |
| ۱۱۴۲۷۹ | 2002 XY19    | ۲ دسامبر ۲۰۰۲  |
| ۱۱۴۲۸۰ | 2002 XW21    | ۲ دسامبر ۲۰۰۲  |
| ۱۱۴۲۸۱ | 2002 XX21    | ۲ دسامبر ۲۰۰۲  |
| ۱۱۴۲۸۲ | 2002 XR23    | ۵ دسامبر ۲۰۰۲  |
| ۱۱۴۲۸۳ | 2002 XD24    | ۵ دسامبر ۲۰۰۲  |
| ۱۱۴۲۸۴ | 2002 XE25    | ۵ دسامبر ۲۰۰۲  |
| ۱۱۴۲۸۵ | 2002 XG25    | ۵ دسامبر ۲۰۰۲  |
| ۱۱۴۲۸۶ | 2002 XM25    | ۵ دسامبر ۲۰۰۲  |
| ۱۱۴۲۸۷ | 2002 XP25    | ۵ دسامبر ۲۰۰۲  |
| ۱۱۴۲۸۸ | 2002 XH27    | ۵ دسامبر ۲۰۰۲  |
| ۱۱۴۲۸۹ | 2002 XG28    | ۵ دسامبر ۲۰۰۲  |
| ۱۱۴۲۹۰ | 2002 XO28    | ۵ دسامبر ۲۰۰۲  |
| ۱۱۴۲۹۱ | 2002 XG29    | ۵ دسامبر ۲۰۰۲  |
| ۱۱۴۲۹۲ | 2002 XQ29    | ۵ دسامبر ۲۰۰۲  |
| ۱۱۴۲۹۳ | 2002 XW29    | ۵ دسامبر ۲۰۰۲  |
| ۱۱۴۲۹۴ | 2002 XY29    | ۵ دسامبر ۲۰۰۲  |
| ۱۱۴۲۹۵ | 2002 XP30    | ۶ دسامبر ۲۰۰۲  |
| ۱۱۴۲۹۶ | 2002 XO31    | ۶ دسامبر ۲۰۰۲  |
| ۱۱۴۲۹۷ | 2002 XC32    | ۶ دسامبر ۲۰۰۲  |
| ۱۱۴۲۹۸ | 2002 XH34    | ۵ دسامبر ۲۰۰۲  |
| ۱۱۴۲۹۹ | 2002 XL37    | ۹ دسامبر ۲۰۰۲  |
| ۱۱۴۳۰۰ | 2002 XE41    | ۶ دسامبر ۲۰۰۲  |
| ۱۱۴۳۰۱ | 2002 XX42    | ۸ دسامبر ۲۰۰۲  |
| ۱۱۴۳۰۲ | 2002 XO46    | ۷ دسامبر ۲۰۰۲  |
| ۱۱۴۳۰۳ | 2002 XU46    | ۷ دسامبر ۲۰۰۲  |
| ۱۱۴۳۰۴ | 2002 XA47    | ۸ دسامبر ۲۰۰۲  |
| ۱۱۴۳۰۵ | 2002 XY47    | ۱۰ دسامبر ۲۰۰۲ |
| ۱۱۴۳۰۶ | 2002 XT48    | ۱۰ دسامبر ۲۰۰۲ |
| ۱۱۴۳۰۷ | 2002 XV49    | ۱۰ دسامبر ۲۰۰۲ |
| ۱۱۴۳۰۸ | 2002 XY50    | ۱۰ دسامبر ۲۰۰۲ |
| ۱۱۴۳۰۹ | 2002 XN52    | ۱۰ دسامبر ۲۰۰۲ |
| ۱۱۴۳۱۰ | 2002 XQ52    | ۱۰ دسامبر ۲۰۰۲ |
| ۱۱۴۳۱۱ | 2002 XY52    | ۱۰ دسامبر ۲۰۰۲ |
| ۱۱۴۳۱۲ | 2002 XB53    | ۱۰ دسامبر ۲۰۰۲ |
| ۱۱۴۳۱۳ | 2002 XD53    | ۱۰ دسامبر ۲۰۰۲ |
| ۱۱۴۳۱۴ | 2002 XX53    | ۱۰ دسامبر ۲۰۰۲ |
| ۱۱۴۳۱۵ | 2002 XD56    | ۸ دسامبر ۲۰۰۲  |
| ۱۱۴۳۱۶ | 2002 XV56    | ۱۰ دسامبر ۲۰۰۲ |
| ۱۱۴۳۱۷ | 2002 XE57    | ۱۰ دسامبر ۲۰۰۲ |
| ۱۱۴۳۱۸ | 2002 XO57    | ۱۰ دسامبر ۲۰۰۲ |
| ۱۱۴۳۱۹ | 2002 XD58    | ۱۱ دسامبر ۲۰۰۲ |
| ۱۱۴۳۲۰ | 2002 XJ58    | ۱۱ دسامبر ۲۰۰۲ |
| ۱۱۴۳۲۱ | 2002 XP58    | ۱۱ دسامبر ۲۰۰۲ |
| ۱۱۴۳۲۲ | 2002 XW58    | ۱۱ دسامبر ۲۰۰۲ |
| ۱۱۴۳۲۳ | 2002 XJ59    | ۹ دسامبر ۲۰۰۲  |
| ۱۱۴۳۲۴ | 2002 XK59    | ۱۰ دسامبر ۲۰۰۲ |
| ۱۱۴۳۲۵ | 2002 XM59    | ۱۲ دسامبر ۲۰۰۲ |
| ۱۱۴۳۲۶ | 2002 XO59    | ۱۱ دسامبر ۲۰۰۲ |
| ۱۱۴۳۲۷ | 2002 XB63    | ۱۱ دسامبر ۲۰۰۲ |
| ۱۱۴۳۲۸ | 2002 XE63    | ۱۱ دسامبر ۲۰۰۲ |
| ۱۱۴۳۲۹ | 2002 XG63    | ۱۱ دسامبر ۲۰۰۲ |
| ۱۱۴۳۳۰ | 2002 XR63    | ۱۱ دسامبر ۲۰۰۲ |
| ۱۱۴۳۳۱ | 2002 XL64    | ۱۱ دسامبر ۲۰۰۲ |
| ۱۱۴۳۳۲ | 2002 XX64    | ۱۱ دسامبر ۲۰۰۲ |
| ۱۱۴۳۳۳ | 2002 XP65    | ۱۲ دسامبر ۲۰۰۲ |
| ۱۱۴۳۳۴ | 2002 XW65    | ۱۲ دسامبر ۲۰۰۲ |
| ۱۱۴۳۳۵ | 2002 XX65    | ۱۲ دسامبر ۲۰۰۲ |
| ۱۱۴۳۳۶ | 2002 XT66    | ۱۰ دسامبر ۲۰۰۲ |
| ۱۱۴۳۳۷ | 2002 XY67    | ۱۱ دسامبر ۲۰۰۲ |
| ۱۱۴۳۳۸ | 2002 XQ68    | ۱۲ دسامبر ۲۰۰۲ |
| ۱۱۴۳۳۹ | 2002 XR68    | ۱۲ دسامبر ۲۰۰۲ |
| ۱۱۴۳۴۰ | 2002 XS69    | ۵ دسامبر ۲۰۰۲  |
| ۱۱۴۳۴۱ | 2002 XU69    | ۵ دسامبر ۲۰۰۲  |
| ۱۱۴۳۴۲ | 2002 XX70    | ۱۰ دسامبر ۲۰۰۲ |
| ۱۱۴۳۴۳ | 2002 XY70    | ۱۰ دسامبر ۲۰۰۲ |
| ۱۱۴۳۴۴ | 2002 XT71    | ۱۱ دسامبر ۲۰۰۲ |
| ۱۱۴۳۴۵ | 2002 XN72    | ۱۱ دسامبر ۲۰۰۲ |
| ۱۱۴۳۴۶ | 2002 XU73    | ۱۱ دسامبر ۲۰۰۲ |
| ۱۱۴۳۴۷ | 2002 XP74    | ۱۱ دسامبر ۲۰۰۲ |
| ۱۱۴۳۴۸ | 2002 XY74    | ۱۱ دسامبر ۲۰۰۲ |
| ۱۱۴۳۴۹ | 2002 XW75    | ۱۱ دسامبر ۲۰۰۲ |
| ۱۱۴۳۵۰ | 2002 XM77    | ۱۱ دسامبر ۲۰۰۲ |
| ۱۱۴۳۵۱ | 2002 XR78    | ۱۱ دسامبر ۲۰۰۲ |
| ۱۱۴۳۵۲ | 2002 XS78    | ۱۱ دسامبر ۲۰۰۲ |
| ۱۱۴۳۵۳ | 2002 XJ79    | ۱۱ دسامبر ۲۰۰۲ |
| ۱۱۴۳۵۴ | 2002 XR79    | ۱۱ دسامبر ۲۰۰۲ |
| ۱۱۴۳۵۵ | 2002 XX80    | ۱۱ دسامبر ۲۰۰۲ |
| ۱۱۴۳۵۶ | 2002 XZ80    | ۱۱ دسامبر ۲۰۰۲ |
| ۱۱۴۳۵۷ | 2002 XC83    | ۱۳ دسامبر ۲۰۰۲ |
| ۱۱۴۳۵۸ | 2002 XP83    | ۱۳ دسامبر ۲۰۰۲ |
| ۱۱۴۳۵۹ | 2002 XD85    | ۱۱ دسامبر ۲۰۰۲ |
| ۱۱۴۳۶۰ | 2002 XS85    | ۱۱ دسامبر ۲۰۰۲ |
| ۱۱۴۳۶۱ | 2002 XJ86    | ۱۱ دسامبر ۲۰۰۲ |
| ۱۱۴۳۶۲ | 2002 XK86    | ۱۱ دسامبر ۲۰۰۲ |
| ۱۱۴۳۶۳ | 2002 XR86    | ۱۱ دسامبر ۲۰۰۲ |
| ۱۱۴۳۶۴ | 2002 XU86    | ۱۱ دسامبر ۲۰۰۲ |
| ۱۱۴۳۶۵ | 2002 XM87    | ۱۱ دسامبر ۲۰۰۲ |
| ۱۱۴۳۶۶ | 2002 XP88    | ۱۳ دسامبر ۲۰۰۲ |
| ۱۱۴۳۶۷ | 2002 XA89    | ۱۴ دسامبر ۲۰۰۲ |
| ۱۱۴۳۶۸ | 2002 XC89    | ۱۴ دسامبر ۲۰۰۲ |
| ۱۱۴۳۶۹ | 2002 XA95    | ۵ دسامبر ۲۰۰۲  |
| ۱۱۴۳۷۰ | 2002 XR96    | ۵ دسامبر ۲۰۰۲  |
| ۱۱۴۳۷۱ | 2002 XJ97    | ۵ دسامبر ۲۰۰۲  |
| ۱۱۴۳۷۲ | 2002 XW97    | ۵ دسامبر ۲۰۰۲  |
| ۱۱۴۳۷۳ | 2002 XT100   | ۵ دسامبر ۲۰۰۲  |
| ۱۱۴۳۷۴ | 2002 XH103   | ۵ دسامبر ۲۰۰۲  |
| ۱۱۴۳۷۵ | 2002 XY104   | ۵ دسامبر ۲۰۰۲  |
| ۱۱۴۳۷۶ | 2002 XB106   | ۵ دسامبر ۲۰۰۲  |
| ۱۱۴۳۷۷ | 2002 XP106   | ۵ دسامبر ۲۰۰۲  |
| ۱۱۴۳۷۸ | 2002 XE108   | ۶ دسامبر ۲۰۰۲  |
| ۱۱۴۳۷۹ | 2002 XM108   | ۶ دسامبر ۲۰۰۲  |
| ۱۱۴۳۸۰ | 2002 XE109   | ۶ دسامبر ۲۰۰۲  |
| ۱۱۴۳۸۱ | 2002 XL110   | ۶ دسامبر ۲۰۰۲  |
| ۱۱۴۳۸۲ | 2002 XC112   | ۶ دسامبر ۲۰۰۲  |
| ۱۱۴۳۸۳ | 2002 XF112   | ۶ دسامبر ۲۰۰۲  |
| ۱۱۴۳۸۳ | 2002 YF      | ۲۷ دسامبر ۲۰۰۲ |
| ۱۱۴۳۸۳ | 2002 YX      | ۲۷ دسامبر ۲۰۰۲ |
| ۱۱۴۳۸۶ | 2002 YG1     | ۲۷ دسامبر ۲۰۰۲ |
| ۱۱۴۳۸۷ | 2002 YK1     | ۲۷ دسامبر ۲۰۰۲ |
| ۱۱۴۳۸۸ | 2002 YL1     | ۲۷ دسامبر ۲۰۰۲ |
| ۱۱۴۳۸۹ | 2002 YN1     | ۲۷ دسامبر ۲۰۰۲ |
| ۱۱۴۳۹۰ | 2002 YR3     | ۲۸ دسامبر ۲۰۰۲ |
| ۱۱۴۳۹۱ | 2002 YQ6     | ۲۸ دسامبر ۲۰۰۲ |
| ۱۱۴۳۹۲ | 2002 YK7     | ۳۱ دسامبر ۲۰۰۲ |
| ۱۱۴۳۹۳ | 2002 YH8     | ۳۱ دسامبر ۲۰۰۲ |
| ۱۱۴۳۹۴ | 2002 YN8     | ۳۱ دسامبر ۲۰۰۲ |
| ۱۱۴۳۹۵ | 2002 YQ8     | ۳۱ دسامبر ۲۰۰۲ |
| ۱۱۴۳۹۶ | 2002 YG9     | ۳۱ دسامبر ۲۰۰۲ |
| ۱۱۴۳۹۷ | 2002 YD10    | ۳۱ دسامبر ۲۰۰۲ |
| ۱۱۴۳۹۸ | 2002 YT13    | ۳۱ دسامبر ۲۰۰۲ |
| ۱۱۴۳۹۹ | 2002 YZ13    | ۳۱ دسامبر ۲۰۰۲ |
| ۱۱۴۴۰۰ | 2002 YG15    | ۳۱ دسامبر ۲۰۰۲ |
| ۱۱۴۴۰۱ | 2002 YC17    | ۳۱ دسامبر ۲۰۰۲ |
| ۱۱۴۴۰۲ | 2002 YW17    | ۳۱ دسامبر ۲۰۰۲ |
| ۱۱۴۴۰۳ | 2002 YE18    | ۳۱ دسامبر ۲۰۰۲ |
| ۱۱۴۴۰۴ | 2002 YJ19    | ۳۱ دسامبر ۲۰۰۲ |
| ۱۱۴۴۰۵ | 2002 YB20    | ۳۱ دسامبر ۲۰۰۲ |
| ۱۱۴۴۰۶ | 2002 YG20    | ۳۱ دسامبر ۲۰۰۲ |
| ۱۱۴۴۰۷ | 2002 YH20    | ۳۱ دسامبر ۲۰۰۲ |
| ۱۱۴۴۰۸ | 2002 YS20    | ۳۱ دسامبر ۲۰۰۲ |
| ۱۱۴۴۰۹ | 2002 YY21    | ۳۱ دسامبر ۲۰۰۲ |
| ۱۱۴۴۱۰ | 2002 YO22    | ۳۱ دسامبر ۲۰۰۲ |
| ۱۱۴۴۱۱ | 2002 YQ24    | ۳۱ دسامبر ۲۰۰۲ |
| ۱۱۴۴۱۲ | 2002 YH25    | ۳۱ دسامبر ۲۰۰۲ |
| ۱۱۴۴۱۳ | 2002 YD26    | ۳۱ دسامبر ۲۰۰۲ |
| ۱۱۴۴۱۴ | 2002 YN27    | ۳۱ دسامبر ۲۰۰۲ |
| ۱۱۴۴۱۵ | 2002 YY27    | ۳۱ دسامبر ۲۰۰۲ |
| ۱۱۴۴۱۶ | 2002 YY28    | ۳۱ دسامبر ۲۰۰۲ |
| ۱۱۴۴۱۷ | 2002 YX29    | ۳۱ دسامبر ۲۰۰۲ |
| ۱۱۴۴۱۸ | 2002 YO31    | ۳۱ دسامبر ۲۰۰۲ |
| ۱۱۴۴۱۹ | 2002 YQ31    | ۳۱ دسامبر ۲۰۰۲ |
| ۱۱۴۴۲۰ | 2002 YR31    | ۳۱ دسامبر ۲۰۰۲ |
| ۱۱۴۴۲۱ | 2002 YJ32    | ۳۱ دسامبر ۲۰۰۲ |
| ۱۱۴۴۲۲ | 2002 YL33    | ۳۱ دسامبر ۲۰۰۲ |
| ۱۱۴۴۲۳ | 2002 YD36    | ۳۱ دسامبر ۲۰۰۲ |
| ۱۱۴۴۲۴ | 2002 YE36    | ۳۱ دسامبر ۲۰۰۲ |
| ۱۱۴۴۲۴ | 2003 AV      | ۱ ژانویه ۲۰۰۳  |
| ۱۱۴۴۲۶ | 2003 AB2     | ۲ ژانویه ۲۰۰۳  |
| ۱۱۴۴۲۷ | 2003 AW2     | ۱ ژانویه ۲۰۰۳  |
| ۱۱۴۴۲۸ | 2003 AB4     | ۳ ژانویه ۲۰۰۳  |
| ۱۱۴۴۲۹ | 2003 AX4     | ۱ ژانویه ۲۰۰۳  |
| ۱۱۴۴۳۰ | 2003 AT5     | ۱ ژانویه ۲۰۰۳  |
| ۱۱۴۴۳۱ | 2003 AE6     | ۱ ژانویه ۲۰۰۳  |
| ۱۱۴۴۳۲ | 2003 AN6     | ۱ ژانویه ۲۰۰۳  |
| ۱۱۴۴۳۳ | 2003 AL7     | ۲ ژانویه ۲۰۰۳  |
| ۱۱۴۴۳۴ | 2003 AM10    | ۱ ژانویه ۲۰۰۳  |
| ۱۱۴۴۳۵ | 2003 AX10    | ۱ ژانویه ۲۰۰۳  |
| ۱۱۴۴۳۶ | 2003 AP12    | ۱ ژانویه ۲۰۰۳  |
| ۱۱۴۴۳۷ | 2003 AR12    | ۱ ژانویه ۲۰۰۳  |
| ۱۱۴۴۳۸ | 2003 AJ13    | ۱ ژانویه ۲۰۰۳  |
| ۱۱۴۴۳۹ | 2003 AL13    | ۱ ژانویه ۲۰۰۳  |
| ۱۱۴۴۴۰ | 2003 AB14    | ۱ ژانویه ۲۰۰۳  |
| ۱۱۴۴۴۱ | 2003 AK14    | ۲ ژانویه ۲۰۰۳  |
| ۱۱۴۴۴۲ | 2003 AZ14    | ۲ ژانویه ۲۰۰۳  |
| ۱۱۴۴۴۳ | 2003 AQ17    | ۴ ژانویه ۲۰۰۳  |
| ۱۱۴۴۴۴ | 2003 AN18    | ۵ ژانویه ۲۰۰۳  |
| ۱۱۴۴۴۵ | 2003 AQ18    | ۳ ژانویه ۲۰۰۳  |
| ۱۱۴۴۴۶ | 2003 AS18    | ۳ ژانویه ۲۰۰۳  |
| ۱۱۴۴۴۷ | 2003 AM20    | ۵ ژانویه ۲۰۰۳  |
| ۱۱۴۴۴۸ | 2003 AL21    | ۵ ژانویه ۲۰۰۳  |
| ۱۱۴۴۴۹ | 2003 AJ22    | ۵ ژانویه ۲۰۰۳  |
| ۱۱۴۴۵۰ | 2003 AN22    | ۵ ژانویه ۲۰۰۳  |
| ۱۱۴۴۵۱ | 2003 AV23    | ۴ ژانویه ۲۰۰۳  |
| ۱۱۴۴۵۲ | 2003 AE25    | ۴ ژانویه ۲۰۰۳  |
| ۱۱۴۴۵۳ | 2003 AG25    | ۴ ژانویه ۲۰۰۳  |
| ۱۱۴۴۵۴ | 2003 AR27    | ۴ ژانویه ۲۰۰۳  |
| ۱۱۴۴۵۵ | 2003 AX27    | ۴ ژانویه ۲۰۰۳  |
| ۱۱۴۴۵۶ | 2003 AC28    | ۴ ژانویه ۲۰۰۳  |
| ۱۱۴۴۵۷ | 2003 AD28    | ۴ ژانویه ۲۰۰۳  |
| ۱۱۴۴۵۸ | 2003 AZ29    | ۴ ژانویه ۲۰۰۳  |
| ۱۱۴۴۵۹ | 2003 AN30    | ۴ ژانویه ۲۰۰۳  |
| ۱۱۴۴۶۰ | 2003 AM31    | ۵ ژانویه ۲۰۰۳  |
| ۱۱۴۴۶۱ | 2003 AH35    | ۷ ژانویه ۲۰۰۳  |
| ۱۱۴۴۶۲ | 2003 AX35    | ۷ ژانویه ۲۰۰۳  |
| ۱۱۴۴۶۳ | 2003 AD36    | ۷ ژانویه ۲۰۰۳  |
| ۱۱۴۴۶۴ | 2003 AO36    | ۷ ژانویه ۲۰۰۳  |
| ۱۱۴۴۶۵ | 2003 AY36    | ۷ ژانویه ۲۰۰۳  |
| ۱۱۴۴۶۶ | 2003 AA37    | ۷ ژانویه ۲۰۰۳  |
| ۱۱۴۴۶۷ | 2003 AK37    | ۷ ژانویه ۲۰۰۳  |
| ۱۱۴۴۶۸ | 2003 AO38    | ۷ ژانویه ۲۰۰۳  |
| ۱۱۴۴۶۹ | 2003 AK39    | ۷ ژانویه ۲۰۰۳  |
| ۱۱۴۴۷۰ | 2003 AS39    | ۷ ژانویه ۲۰۰۳  |
| ۱۱۴۴۷۱ | 2003 AM40    | ۷ ژانویه ۲۰۰۳  |
| ۱۱۴۴۷۲ | 2003 AR40    | ۷ ژانویه ۲۰۰۳  |
| ۱۱۴۴۷۳ | 2003 AT40    | ۷ ژانویه ۲۰۰۳  |
| ۱۱۴۴۷۴ | 2003 AS41    | ۷ ژانویه ۲۰۰۳  |
| ۱۱۴۴۷۵ | 2003 AX41    | ۷ ژانویه ۲۰۰۳  |
| ۱۱۴۴۷۶ | 2003 AD42    | ۷ ژانویه ۲۰۰۳  |
| ۱۱۴۴۷۷ | 2003 AQ43    | ۵ ژانویه ۲۰۰۳  |
| ۱۱۴۴۷۸ | 2003 AC44    | ۵ ژانویه ۲۰۰۳  |
| ۱۱۴۴۷۹ | 2003 AR46    | ۵ ژانویه ۲۰۰۳  |
| ۱۱۴۴۸۰ | 2003 AN49    | ۵ ژانویه ۲۰۰۳  |
| ۱۱۴۴۸۱ | 2003 AV50    | ۵ ژانویه ۲۰۰۳  |
| ۱۱۴۴۸۲ | 2003 AJ51    | ۵ ژانویه ۲۰۰۳  |
| ۱۱۴۴۸۳ | 2003 AJ52    | ۵ ژانویه ۲۰۰۳  |
| ۱۱۴۴۸۴ | 2003 AN54    | ۵ ژانویه ۲۰۰۳  |
| ۱۱۴۴۸۵ | 2003 AJ55    | ۵ ژانویه ۲۰۰۳  |
| ۱۱۴۴۸۶ | 2003 AJ57    | ۵ ژانویه ۲۰۰۳  |
| ۱۱۴۴۸۷ | 2003 AW57    | ۵ ژانویه ۲۰۰۳  |
| ۱۱۴۴۸۸ | 2003 AB58    | ۵ ژانویه ۲۰۰۳  |
| ۱۱۴۴۸۹ | 2003 AP58    | ۵ ژانویه ۲۰۰۳  |
| ۱۱۴۴۹۰ | 2003 AR58    | ۵ ژانویه ۲۰۰۳  |
| ۱۱۴۴۹۱ | 2003 AB60    | ۵ ژانویه ۲۰۰۳  |
| ۱۱۴۴۹۲ | 2003 AC60    | ۵ ژانویه ۲۰۰۳  |
| ۱۱۴۴۹۳ | 2003 AW60    | ۷ ژانویه ۲۰۰۳  |
| ۱۱۴۴۹۴ | 2003 AX60    | ۷ ژانویه ۲۰۰۳  |
| ۱۱۴۴۹۵ | 2003 AB61    | ۷ ژانویه ۲۰۰۳  |
| ۱۱۴۴۹۶ | 2003 AB62    | ۷ ژانویه ۲۰۰۳  |
| ۱۱۴۴۹۷ | 2003 AS63    | ۸ ژانویه ۲۰۰۳  |
| ۱۱۴۴۹۸ | 2003 AW69    | ۸ ژانویه ۲۰۰۳  |
| ۱۱۴۴۹۹ | 2003 AN70    | ۱۰ ژانویه ۲۰۰۳ |
| ۱۱۴۵۰۰ | 2003 AH71    | ۱۰ ژانویه ۲۰۰۳ |
| ۱۱۴۵۰۱ | 2003 AP72    | ۱۱ ژانویه ۲۰۰۳ |
| ۱۱۴۵۰۲ | 2003 AD76    | ۱۰ ژانویه ۲۰۰۳ |
| ۱۱۴۵۰۳ | 2003 AG77    | ۱۰ ژانویه ۲۰۰۳ |
| ۱۱۴۵۰۴ | 2003 AR77    | ۱۰ ژانویه ۲۰۰۳ |
| ۱۱۴۵۰۵ | 2003 AO78    | ۱۰ ژانویه ۲۰۰۳ |
| ۱۱۴۵۰۶ | 2003 AU79    | ۱۱ ژانویه ۲۰۰۳ |
| ۱۱۴۵۰۷ | 2003 AX80    | ۱۲ ژانویه ۲۰۰۳ |
| ۱۱۴۵۰۸ | 2003 AS82    | ۱۱ ژانویه ۲۰۰۳ |
| ۱۱۴۵۰۹ | 2003 AZ85    | ۷ ژانویه ۲۰۰۳  |
| ۱۱۴۵۱۰ | 2003 AW86    | ۱ ژانویه ۲۰۰۳  |
| ۱۱۴۵۱۱ | 2003 AU88    | ۲ ژانویه ۲۰۰۳  |
| ۱۱۴۵۱۲ | 2003 AX89    | ۴ ژانویه ۲۰۰۳  |
| ۱۱۴۵۱۳ | 2003 BQ1     | ۲۶ ژانویه ۲۰۰۳ |
| ۱۱۴۵۱۴ | 2003 BX5     | ۲۶ ژانویه ۲۰۰۳ |
| ۱۱۴۵۱۵ | 2003 BA7     | ۲۵ ژانویه ۲۰۰۳ |
| ۱۱۴۵۱۶ | 2003 BZ7     | ۲۶ ژانویه ۲۰۰۳ |
| ۱۱۴۵۱۷ | 2003 BF10    | ۲۶ ژانویه ۲۰۰۳ |
| ۱۱۴۵۱۸ | 2003 BQ10    | ۲۶ ژانویه ۲۰۰۳ |
| ۱۱۴۵۱۹ | 2003 BZ10    | ۲۶ ژانویه ۲۰۰۳ |
| ۱۱۴۵۲۰ | 2003 BK11    | ۲۶ ژانویه ۲۰۰۳ |
| ۱۱۴۵۲۱ | 2003 BP11    | ۲۶ ژانویه ۲۰۰۳ |
| ۱۱۴۵۲۲ | 2003 BD12    | ۲۶ ژانویه ۲۰۰۳ |
| ۱۱۴۵۲۳ | 2003 BJ12    | ۲۶ ژانویه ۲۰۰۳ |
| ۱۱۴۵۲۴ | 2003 BT12    | ۲۶ ژانویه ۲۰۰۳ |
| ۱۱۴۵۲۵ | 2003 BM13    | ۲۶ ژانویه ۲۰۰۳ |
| ۱۱۴۵۲۶ | 2003 BO15    | ۲۶ ژانویه ۲۰۰۳ |
| ۱۱۴۵۲۷ | 2003 BF16    | ۲۶ ژانویه ۲۰۰۳ |
| ۱۱۴۵۲۸ | 2003 BO16    | ۲۶ ژانویه ۲۰۰۳ |
| ۱۱۴۵۲۹ | 2003 BT16    | ۲۶ ژانویه ۲۰۰۳ |
| ۱۱۴۵۳۰ | 2003 BV16    | ۲۶ ژانویه ۲۰۰۳ |
| ۱۱۴۵۳۱ | 2003 BU17    | ۲۷ ژانویه ۲۰۰۳ |
| ۱۱۴۵۳۲ | 2003 BY17    | ۲۷ ژانویه ۲۰۰۳ |
| ۱۱۴۵۳۳ | 2003 BY18    | ۲۷ ژانویه ۲۰۰۳ |
| ۱۱۴۵۳۴ | 2003 BT19    | ۲۶ ژانویه ۲۰۰۳ |
| ۱۱۴۵۳۵ | 2003 BU19    | ۲۶ ژانویه ۲۰۰۳ |
| ۱۱۴۵۳۶ | 2003 BM20    | ۲۷ ژانویه ۲۰۰۳ |
| ۱۱۴۵۳۷ | 2003 BO20    | ۲۷ ژانویه ۲۰۰۳ |
| ۱۱۴۵۳۸ | 2003 BA22    | ۲۷ ژانویه ۲۰۰۳ |
| ۱۱۴۵۳۹ | 2003 BB22    | ۲۴ ژانویه ۲۰۰۳ |
| ۱۱۴۵۴۰ | 2003 BF24    | ۲۵ ژانویه ۲۰۰۳ |
| ۱۱۴۵۴۱ | 2003 BP25    | ۲۶ ژانویه ۲۰۰۳ |
| ۱۱۴۵۴۲ | 2003 BL26    | ۲۶ ژانویه ۲۰۰۳ |
| ۱۱۴۵۴۳ | 2003 BZ26    | ۲۶ ژانویه ۲۰۰۳ |
| ۱۱۴۵۴۴ | 2003 BN28    | ۲۶ ژانویه ۲۰۰۳ |
| ۱۱۴۵۴۵ | 2003 BS29    | ۲۷ ژانویه ۲۰۰۳ |
| ۱۱۴۵۴۶ | 2003 BY29    | ۲۷ ژانویه ۲۰۰۳ |
| ۱۱۴۵۴۷ | 2003 BE31    | ۲۷ ژانویه ۲۰۰۳ |
| ۱۱۴۵۴۸ | 2003 BO31    | ۲۷ ژانویه ۲۰۰۳ |
| ۱۱۴۵۴۹ | 2003 BU32    | ۲۷ ژانویه ۲۰۰۳ |
| ۱۱۴۵۵۰ | 2003 BQ33    | ۲۷ ژانویه ۲۰۰۳ |
| ۱۱۴۵۵۱ | 2003 BO34    | ۲۶ ژانویه ۲۰۰۳ |
| ۱۱۴۵۵۲ | 2003 BF38    | ۲۷ ژانویه ۲۰۰۳ |
| ۱۱۴۵۵۳ | 2003 BH42    | ۲۷ ژانویه ۲۰۰۳ |
| ۱۱۴۵۵۴ | 2003 BK42    | ۲۸ ژانویه ۲۰۰۳ |
| ۱۱۴۵۵۵ | 2003 BN44    | ۲۷ ژانویه ۲۰۰۳ |
| ۱۱۴۵۵۶ | 2003 BR50    | ۲۷ ژانویه ۲۰۰۳ |
| ۱۱۴۵۵۷ | 2003 BL51    | ۲۷ ژانویه ۲۰۰۳ |
| ۱۱۴۵۵۸ | 2003 BX51    | ۲۷ ژانویه ۲۰۰۳ |
| ۱۱۴۵۵۹ | 2003 BD52    | ۲۷ ژانویه ۲۰۰۳ |
| ۱۱۴۵۶۰ | 2003 BL52    | ۲۷ ژانویه ۲۰۰۳ |
| ۱۱۴۵۶۱ | 2003 BP52    | ۲۷ ژانویه ۲۰۰۳ |
| ۱۱۴۵۶۲ | 2003 BR53    | ۲۷ ژانویه ۲۰۰۳ |
| ۱۱۴۵۶۳ | 2003 BM55    | ۲۷ ژانویه ۲۰۰۳ |
| ۱۱۴۵۶۴ | 2003 BR55    | ۲۸ ژانویه ۲۰۰۳ |
| ۱۱۴۵۶۵ | 2003 BN60    | ۲۷ ژانویه ۲۰۰۳ |
| ۱۱۴۵۶۶ | 2003 BW62    | ۲۸ ژانویه ۲۰۰۳ |
| ۱۱۴۵۶۷ | 2003 BB63    | ۲۸ ژانویه ۲۰۰۳ |
| ۱۱۴۵۶۸ | 2003 BC63    | ۲۸ ژانویه ۲۰۰۳ |
| ۱۱۴۵۶۹ | 2003 BW63    | ۲۸ ژانویه ۲۰۰۳ |
| ۱۱۴۵۷۰ | 2003 BB64    | ۲۸ ژانویه ۲۰۰۳ |
| ۱۱۴۵۷۱ | 2003 BN65    | ۳۰ ژانویه ۲۰۰۳ |
| ۱۱۴۵۷۲ | 2003 BC68    | ۲۷ ژانویه ۲۰۰۳ |
| ۱۱۴۵۷۳ | 2003 BJ68    | ۲۸ ژانویه ۲۰۰۳ |
| ۱۱۴۵۷۴ | 2003 BL68    | ۲۸ ژانویه ۲۰۰۳ |
| ۱۱۴۵۷۵ | 2003 BH71    | ۳۱ ژانویه ۲۰۰۳ |
| ۱۱۴۵۷۶ | 2003 BG73    | ۲۸ ژانویه ۲۰۰۳ |
| ۱۱۴۵۷۷ | 2003 BR73    | ۲۹ ژانویه ۲۰۰۳ |
| ۱۱۴۵۷۸ | 2003 BW73    | ۲۹ ژانویه ۲۰۰۳ |
| ۱۱۴۵۷۹ | 2003 BX75    | ۲۹ ژانویه ۲۰۰۳ |
| ۱۱۴۵۸۰ | 2003 BP77    | ۳۰ ژانویه ۲۰۰۳ |
| ۱۱۴۵۸۱ | 2003 BX77    | ۳۰ ژانویه ۲۰۰۳ |
| ۱۱۴۵۸۲ | 2003 BR78    | ۳۱ ژانویه ۲۰۰۳ |
| ۱۱۴۵۸۳ | 2003 BD80    | ۳۱ ژانویه ۲۰۰۳ |
| ۱۱۴۵۸۴ | 2003 BF80    | ۳۱ ژانویه ۲۰۰۳ |
| ۱۱۴۵۸۵ | 2003 BL80    | ۳۱ ژانویه ۲۰۰۳ |
| ۱۱۴۵۸۶ | 2003 BZ80    | ۳۰ ژانویه ۲۰۰۳ |
| ۱۱۴۵۸۷ | 2003 BQ82    | ۳۱ ژانویه ۲۰۰۳ |
| ۱۱۴۵۸۸ | 2003 BB84    | ۳۱ ژانویه ۲۰۰۳ |
| ۱۱۴۵۸۹ | 2003 BE84    | ۳۱ ژانویه ۲۰۰۳ |
| ۱۱۴۵۹۰ | 2003 BB86    | ۲۳ ژانویه ۲۰۰۳ |
| ۱۱۴۵۹۱ | 2003 CS1     | ۱ فوریه ۲۰۰۳   |
| ۱۱۴۵۹۲ | 2003 CU2     | ۲ فوریه ۲۰۰۳   |
| ۱۱۴۵۹۳ | 2003 CG3     | ۲ فوریه ۲۰۰۳   |
| ۱۱۴۵۹۴ | 2003 CF4     | ۱ فوریه ۲۰۰۳   |
| ۱۱۴۵۹۵ | 2003 CO6     | ۱ فوریه ۲۰۰۳   |
| ۱۱۴۵۹۶ | 2003 CY6     | ۱ فوریه ۲۰۰۳   |
| ۱۱۴۵۹۷ | 2003 CF7     | ۱ فوریه ۲۰۰۳   |
| ۱۱۴۵۹۸ | 2003 CN8     | ۱ فوریه ۲۰۰۳   |
| ۱۱۴۵۹۹ | 2003 CG9     | ۲ فوریه ۲۰۰۳   |
| ۱۱۴۶۰۰ | 2003 CG10    | ۲ فوریه ۲۰۰۳   |
| ۱۱۴۶۰۱ | 2003 CB12    | ۲ فوریه ۲۰۰۳   |
| ۱۱۴۶۰۲ | 2003 CD12    | ۲ فوریه ۲۰۰۳   |
| ۱۱۴۶۰۳ | 2003 CY12    | ۲ فوریه ۲۰۰۳   |
| ۱۱۴۶۰۴ | 2003 CC13    | ۳ فوریه ۲۰۰۳   |
| ۱۱۴۶۰۵ | 2003 CL15    | ۴ فوریه ۲۰۰۳   |
| ۱۱۴۶۰۶ | 2003 CV18    | ۶ فوریه ۲۰۰۳   |
| ۱۱۴۶۰۷ | 2003 DZ4     | ۱۹ فوریه ۲۰۰۳  |
| ۱۱۴۶۰۸ | 2003 DC7     | ۲۳ فوریه ۲۰۰۳  |
| ۱۱۴۶۰۹ | 2003 DT7     | ۲۲ فوریه ۲۰۰۳  |
| ۱۱۴۶۱۰ | 2003 DN8     | ۲۲ فوریه ۲۰۰۳  |
| ۱۱۴۶۱۱ | 2003 DE9     | ۲۴ فوریه ۲۰۰۳  |
| ۱۱۴۶۱۲ | 2003 DV12    | ۲۶ فوریه ۲۰۰۳  |
| ۱۱۴۶۱۳ | 2003 DS15    | ۲۵ فوریه ۲۰۰۳  |
| ۱۱۴۶۱۴ | 2003 DQ17    | ۲۲ فوریه ۲۰۰۳  |
| ۱۱۴۶۱۵ | 2003 DA18    | ۱۹ فوریه ۲۰۰۳  |
| ۱۱۴۶۱۶ | 2003 DK19    | ۲۱ فوریه ۲۰۰۳  |
| ۱۱۴۶۱۷ | 2003 DU20    | ۲۲ فوریه ۲۰۰۳  |
| ۱۱۴۶۱۷ | 2003 EO      | ۳ مارس ۲۰۰۳    |
| ۱۱۴۶۱۷ | 2003 EP      | ۳ مارس ۲۰۰۳    |
| ۱۱۴۶۲۰ | 2003 EL4     | ۶ مارس ۲۰۰۳    |
| ۱۱۴۶۲۱ | 2003 ET5     | ۵ مارس ۲۰۰۳    |
| ۱۱۴۶۲۲ | 2003 EZ7     | ۶ مارس ۲۰۰۳    |
| ۱۱۴۶۲۳ | 2003 EJ8     | ۶ مارس ۲۰۰۳    |
| ۱۱۴۶۲۴ | 2003 EX9     | ۶ مارس ۲۰۰۳    |
| ۱۱۴۶۲۵ | 2003 EQ10    | ۶ مارس ۲۰۰۳    |
| ۱۱۴۶۲۶ | 2003 EP13    | ۶ مارس ۲۰۰۳    |
| ۱۱۴۶۲۷ | 2003 EZ15    | ۷ مارس ۲۰۰۳    |
| ۱۱۴۶۲۸ | 2003 ET16    | ۸ مارس ۲۰۰۳    |
| ۱۱۴۶۲۹ | 2003 EU16    | ۶ مارس ۲۰۰۳    |
| ۱۱۴۶۳۰ | 2003 EW17    | ۶ مارس ۲۰۰۳    |
| ۱۱۴۶۳۱ | 2003 ET19    | ۶ مارس ۲۰۰۳    |
| ۱۱۴۶۳۲ | 2003 EB21    | ۶ مارس ۲۰۰۳    |
| ۱۱۴۶۳۳ | 2003 EW21    | ۶ مارس ۲۰۰۳    |
| ۱۱۴۶۳۴ | 2003 EN24    | ۶ مارس ۲۰۰۳    |
| ۱۱۴۶۳۵ | 2003 EW26    | ۶ مارس ۲۰۰۳    |
| ۱۱۴۶۳۶ | 2003 EW28    | ۶ مارس ۲۰۰۳    |
| ۱۱۴۶۳۷ | 2003 EY28    | ۶ مارس ۲۰۰۳    |
| ۱۱۴۶۳۸ | 2003 EP29    | ۶ مارس ۲۰۰۳    |
| ۱۱۴۶۳۹ | 2003 EF32    | ۷ مارس ۲۰۰۳    |
| ۱۱۴۶۴۰ | 2003 EK35    | ۷ مارس ۲۰۰۳    |
| ۱۱۴۶۴۱ | 2003 EX38    | ۸ مارس ۲۰۰۳    |
| ۱۱۴۶۴۲ | 2003 EG39    | ۸ مارس ۲۰۰۳    |
| ۱۱۴۶۴۳ | 2003 EY39    | ۸ مارس ۲۰۰۳    |
| ۱۱۴۶۴۴ | 2003 EY40    | ۸ مارس ۲۰۰۳    |
| ۱۱۴۶۴۵ | 2003 EZ40    | ۸ مارس ۲۰۰۳    |
| ۱۱۴۶۴۶ | 2003 ER41    | ۶ مارس ۲۰۰۳    |
| ۱۱۴۶۴۷ | 2003 ER44    | ۷ مارس ۲۰۰۳    |
| ۱۱۴۶۴۸ | 2003 EK45    | ۷ مارس ۲۰۰۳    |
| ۱۱۴۶۴۹ | Jeanneacker  | ۶ مارس ۲۰۰۳    |
| ۱۱۴۶۵۰ | 2003 EW52    | ۸ مارس ۲۰۰۳    |
| ۱۱۴۶۵۱ | 2003 EZ52    | ۸ مارس ۲۰۰۳    |
| ۱۱۴۶۵۲ | 2003 EU53    | ۱۱ مارس ۲۰۰۳   |
| ۱۱۴۶۵۳ | 2003 EX55    | ۹ مارس ۲۰۰۳    |
| ۱۱۴۶۵۴ | 2003 ER57    | ۹ مارس ۲۰۰۳    |
| ۱۱۴۶۵۵ | 2003 ES57    | ۹ مارس ۲۰۰۳    |
| ۱۱۴۶۵۶ | 2003 FE3     | ۲۴ مارس ۲۰۰۳   |
| ۱۱۴۶۵۷ | 2003 FG3     | ۲۴ مارس ۲۰۰۳   |
| ۱۱۴۶۵۸ | 2003 FP6     | ۲۷ مارس ۲۰۰۳   |
| ۱۱۴۶۵۹ | 2003 FJ7     | ۲۸ مارس ۲۰۰۳   |
| ۱۱۴۶۶۰ | 2003 FS7     | ۳۰ مارس ۲۰۰۳   |
| ۱۱۴۶۶۱ | 2003 FR11    | ۲۳ مارس ۲۰۰۳   |
| ۱۱۴۶۶۲ | 2003 FA12    | ۲۳ مارس ۲۰۰۳   |
| ۱۱۴۶۶۳ | 2003 FZ14    | ۲۳ مارس ۲۰۰۳   |
| ۱۱۴۶۶۴ | 2003 FO15    | ۲۳ مارس ۲۰۰۳   |
| ۱۱۴۶۶۵ | 2003 FS28    | ۲۴ مارس ۲۰۰۳   |
| ۱۱۴۶۶۶ | 2003 FW36    | ۲۳ مارس ۲۰۰۳   |
| ۱۱۴۶۶۷ | 2003 FQ37    | ۲۳ مارس ۲۰۰۳   |
| ۱۱۴۶۶۸ | 2003 FN42    | ۲۳ مارس ۲۰۰۳   |
| ۱۱۴۶۶۹ | 2003 FU43    | ۲۳ مارس ۲۰۰۳   |
| ۱۱۴۶۷۰ | 2003 FT44    | ۲۳ مارس ۲۰۰۳   |
| ۱۱۴۶۷۱ | 2003 FW44    | ۲۴ مارس ۲۰۰۳   |
| ۱۱۴۶۷۲ | 2003 FU45    | ۲۴ مارس ۲۰۰۳   |
| ۱۱۴۶۷۳ | 2003 FY46    | ۲۴ مارس ۲۰۰۳   |
| ۱۱۴۶۷۴ | 2003 FU49    | ۲۴ مارس ۲۰۰۳   |
| ۱۱۴۶۷۵ | 2003 FV49    | ۲۴ مارس ۲۰۰۳   |
| ۱۱۴۶۷۶ | 2003 FZ49    | ۲۴ مارس ۲۰۰۳   |
| ۱۱۴۶۷۷ | 2003 FD52    | ۲۵ مارس ۲۰۰۳   |
| ۱۱۴۶۷۸ | 2003 FU53    | ۲۵ مارس ۲۰۰۳   |
| ۱۱۴۶۷۹ | 2003 FJ54    | ۲۵ مارس ۲۰۰۳   |
| ۱۱۴۶۸۰ | 2003 FE56    | ۲۶ مارس ۲۰۰۳   |
| ۱۱۴۶۸۱ | 2003 FK71    | ۲۶ مارس ۲۰۰۳   |
| ۱۱۴۶۸۲ | 2003 FH72    | ۲۶ مارس ۲۰۰۳   |
| ۱۱۴۶۸۳ | 2003 FC73    | ۲۶ مارس ۲۰۰۳   |
| ۱۱۴۶۸۴ | 2003 FV76    | ۲۷ مارس ۲۰۰۳   |
| ۱۱۴۶۸۵ | 2003 FM79    | ۲۷ مارس ۲۰۰۳   |
| ۱۱۴۶۸۶ | 2003 FN80    | ۲۷ مارس ۲۰۰۳   |
| ۱۱۴۶۸۷ | 2003 FC81    | ۲۷ مارس ۲۰۰۳   |
| ۱۱۴۶۸۸ | 2003 FK81    | ۲۷ مارس ۲۰۰۳   |
| ۱۱۴۶۸۹ | 2003 FJ84    | ۲۸ مارس ۲۰۰۳   |
| ۱۱۴۶۹۰ | 2003 FK87    | ۲۸ مارس ۲۰۰۳   |
| ۱۱۴۶۹۱ | 2003 FJ88    | ۲۸ مارس ۲۰۰۳   |
| ۱۱۴۶۹۲ | 2003 FW89    | ۲۹ مارس ۲۰۰۳   |
| ۱۱۴۶۹۳ | 2003 FC93    | ۲۹ مارس ۲۰۰۳   |
| ۱۱۴۶۹۴ | 2003 FC99    | ۳۰ مارس ۲۰۰۳   |
| ۱۱۴۶۹۵ | 2003 FS102   | ۳۱ مارس ۲۰۰۳   |
| ۱۱۴۶۹۶ | 2003 FY106   | ۲۷ مارس ۲۰۰۳   |
| ۱۱۴۶۹۷ | 2003 FS109   | ۲۸ مارس ۲۰۰۳   |
| ۱۱۴۶۹۸ | 2003 FG114   | ۳۱ مارس ۲۰۰۳   |
| ۱۱۴۶۹۹ | 2003 FO115   | ۳۱ مارس ۲۰۰۳   |
| ۱۱۴۷۰۰ | 2003 FV115   | ۳۱ مارس ۲۰۰۳   |
| ۱۱۴۷۰۱ | 2003 FQ116   | ۲۳ مارس ۲۰۰۳   |
| ۱۱۴۷۰۲ | 2003 FU119   | ۲۶ مارس ۲۰۰۳   |
| ۱۱۴۷۰۲ | 2003         | FA۱۲۰          |
| ۱۱۴۷۰۴ | 2003 FO121   | ۲۵ مارس ۲۰۰۳   |
| ۱۱۴۷۰۵ | 2003 FP124   | ۳۰ مارس ۲۰۰۳   |
| ۱۱۴۷۰۶ | 2003 GB1     | ۱ آوریل ۲۰۰۳   |
| ۱۱۴۷۰۷ | 2003 GC1     | ۱ آوریل ۲۰۰۳   |
| ۱۱۴۷۰۸ | 2003 GD4     | ۱ آوریل ۲۰۰۳   |
| ۱۱۴۷۰۹ | 2003 GU5     | ۱ آوریل ۲۰۰۳   |
| ۱۱۴۷۱۰ | 2003 GX7     | ۳ آوریل ۲۰۰۳   |
| ۱۱۴۷۱۱ | 2003 GC9     | ۲ آوریل ۲۰۰۳   |
| ۱۱۴۷۱۲ | 2003 GF9     | ۲ آوریل ۲۰۰۳   |
| ۱۱۴۷۱۳ | 2003 GN14    | ۲ آوریل ۲۰۰۳   |
| ۱۱۴۷۱۴ | 2003 GC15    | ۴ آوریل ۲۰۰۳   |
| ۱۱۴۷۱۵ | 2003 GL15    | ۳ آوریل ۲۰۰۳   |
| ۱۱۴۷۱۶ | 2003 GH17    | ۶ آوریل ۲۰۰۳   |
| ۱۱۴۷۱۷ | 2003 GD18    | ۴ آوریل ۲۰۰۳   |
| ۱۱۴۷۱۸ | 2003 GN23    | ۴ آوریل ۲۰۰۳   |
| ۱۱۴۷۱۹ | 2003 GW30    | ۸ آوریل ۲۰۰۳   |
| ۱۱۴۷۲۰ | 2003 GZ30    | ۸ آوریل ۲۰۰۳   |
| ۱۱۴۷۲۱ | 2003 GG32    | ۸ آوریل ۲۰۰۳   |
| ۱۱۴۷۲۲ | 2003 GN33    | ۳ آوریل ۲۰۰۳   |
| ۱۱۴۷۲۳ | 2003 GU34    | ۷ آوریل ۲۰۰۳   |
| ۱۱۴۷۲۴ | 2003 GK36    | ۵ آوریل ۲۰۰۳   |
| ۱۱۴۷۲۵ | 2003 GW36    | ۶ آوریل ۲۰۰۳   |
| ۱۱۴۷۲۶ | 2003 HE1     | ۲۱ آوریل ۲۰۰۳  |
| ۱۱۴۷۲۷ | 2003 HG3     | ۲۴ آوریل ۲۰۰۳  |
| ۱۱۴۷۲۸ | 2003 HP3     | ۲۴ آوریل ۲۰۰۳  |
| ۱۱۴۷۲۹ | 2003 HA6     | ۲۵ آوریل ۲۰۰۳  |
| ۱۱۴۷۳۰ | 2003 HH6     | ۲۵ آوریل ۲۰۰۳  |
| ۱۱۴۷۳۱ | 2003 HN7     | ۲۴ آوریل ۲۰۰۳  |
| ۱۱۴۷۳۲ | 2003 HT8     | ۲۴ آوریل ۲۰۰۳  |
| ۱۱۴۷۳۳ | 2003 HX8     | ۲۴ آوریل ۲۰۰۳  |
| ۱۱۴۷۳۴ | 2003 HA9     | ۲۴ آوریل ۲۰۰۳  |
| ۱۱۴۷۳۵ | 2003 HP9     | ۲۴ آوریل ۲۰۰۳  |
| ۱۱۴۷۳۶ | 2003 HZ10    | ۲۵ آوریل ۲۰۰۳  |
| ۱۱۴۷۳۷ | 2003 HX11    | ۲۵ آوریل ۲۰۰۳  |
| ۱۱۴۷۳۸ | 2003 HQ12    | ۲۳ آوریل ۲۰۰۳  |
| ۱۱۴۷۳۹ | 2003 HR12    | ۲۳ آوریل ۲۰۰۳  |
| ۱۱۴۷۴۰ | 2003 HB14    | ۲۵ آوریل ۲۰۰۳  |
| ۱۱۴۷۴۱ | 2003 HH14    | ۲۶ آوریل ۲۰۰۳  |
| ۱۱۴۷۴۲ | 2003 HJ16    | ۲۴ آوریل ۲۰۰۳  |
| ۱۱۴۷۴۳ | 2003 HL20    | ۲۴ آوریل ۲۰۰۳  |
| ۱۱۴۷۴۴ | 2003 HU20    | ۲۴ آوریل ۲۰۰۳  |
| ۱۱۴۷۴۵ | 2003 HD21    | ۲۵ آوریل ۲۰۰۳  |
| ۱۱۴۷۴۶ | 2003 HN21    | ۲۶ آوریل ۲۰۰۳  |
| ۱۱۴۷۴۷ | 2003 HH27    | ۲۷ آوریل ۲۰۰۳  |
| ۱۱۴۷۴۸ | 2003 HC28    | ۲۶ آوریل ۲۰۰۳  |
| ۱۱۴۷۴۹ | 2003 HR29    | ۲۸ آوریل ۲۰۰۳  |
| ۱۱۴۷۵۰ | 2003 HP40    | ۲۹ آوریل ۲۰۰۳  |
| ۱۱۴۷۵۱ | 2003 HN41    | ۲۹ آوریل ۲۰۰۳  |
| ۱۱۴۷۵۲ | 2003 HW41    | ۲۹ آوریل ۲۰۰۳  |
| ۱۱۴۷۵۳ | 2003 HP42    | ۲۸ آوریل ۲۰۰۳  |
| ۱۱۴۷۵۴ | 2003 HX42    | ۲۹ آوریل ۲۰۰۳  |
| ۱۱۴۷۵۵ | 2003 HP44    | ۲۸ آوریل ۲۰۰۳  |
| ۱۱۴۷۵۶ | 2003 HC45    | ۲۹ آوریل ۲۰۰۳  |
| ۱۱۴۷۵۷ | 2003 HG45    | ۲۹ آوریل ۲۰۰۳  |
| ۱۱۴۷۵۸ | 2003 HD46    | ۲۸ آوریل ۲۰۰۳  |
| ۱۱۴۷۵۹ | 2003 HS46    | ۲۸ آوریل ۲۰۰۳  |
| ۱۱۴۷۶۰ | 2003 HY46    | ۲۸ آوریل ۲۰۰۳  |
| ۱۱۴۷۶۱ | 2003 HN47    | ۲۹ آوریل ۲۰۰۳  |
| ۱۱۴۷۶۲ | 2003 HE54    | ۲۴ آوریل ۲۰۰۳  |
| ۱۱۴۷۶۳ | 2003 JF1     | ۱ مه ۲۰۰۳      |
| ۱۱۴۷۶۴ | 2003 JJ1     | ۱ مه ۲۰۰۳      |
| ۱۱۴۷۶۵ | 2003 JO1     | ۱ مه ۲۰۰۳      |
| ۱۱۴۷۶۶ | 2003 JW2     | ۲ مه ۲۰۰۳      |
| ۱۱۴۷۶۷ | 2003 JE11    | ۲ مه ۲۰۰۳      |
| ۱۱۴۷۶۸ | 2003 JH12    | ۵ مه ۲۰۰۳      |
| ۱۱۴۷۶۹ | 2003 JM13    | ۶ مه ۲۰۰۳      |
| ۱۱۴۷۷۰ | 2003 JR14    | ۱ مه ۲۰۰۳      |
| ۱۱۴۷۷۱ | 2003 JB17    | ۱۰ مه ۲۰۰۳     |
| ۱۱۴۷۷۲ | 2003 KD4     | ۲۴ مه ۲۰۰۳     |
| ۱۱۴۷۷۳ | 2003 KE4     | ۲۴ مه ۲۰۰۳     |
| ۱۱۴۷۷۴ | 2003 KZ13    | ۲۷ مه ۲۰۰۳     |
| ۱۱۴۷۷۵ | 2003 KF14    | ۲۵ مه ۲۰۰۳     |
| ۱۱۴۷۷۵ | 2003 MJ      | ۲۰ ژوئن ۲۰۰۳   |
| ۱۱۴۷۷۷ | 2003 MG2     | ۲۳ ژوئن ۲۰۰۳   |
| ۱۱۴۷۷۸ | 2003 ML2     | ۲۲ ژوئن ۲۰۰۳   |
| ۱۱۴۷۷۹ | 2003 MQ2     | ۲۵ ژوئن ۲۰۰۳   |
| ۱۱۴۷۸۰ | 2003 MD3     | ۲۵ ژوئن ۲۰۰۳   |
| ۱۱۴۷۸۱ | 2003 ML4     | ۲۵ ژوئن ۲۰۰۳   |
| ۱۱۴۷۸۲ | 2003 MB6     | ۲۶ ژوئن ۲۰۰۳   |
| ۱۱۴۷۸۳ | 2003 ME6     | ۲۶ ژوئن ۲۰۰۳   |
| ۱۱۴۷۸۴ | 2003 MF6     | ۲۶ ژوئن ۲۰۰۳   |
| ۱۱۴۷۸۵ | 2003 MH6     | ۲۶ ژوئن ۲۰۰۳   |
| ۱۱۴۷۸۶ | 2003 MR6     | ۲۶ ژوئن ۲۰۰۳   |
| ۱۱۴۷۸۷ | 2003 MX9     | ۲۹ ژوئن ۲۰۰۳   |
| ۱۱۴۷۸۸ | 2003 MA10    | ۲۹ ژوئن ۲۰۰۳   |
| ۱۱۴۷۸۹ | 2003 MT10    | ۲۶ ژوئن ۲۰۰۳   |
| ۱۱۴۷۹۰ | 2003 MS11    | ۲۷ ژوئن ۲۰۰۳   |
| ۱۱۴۷۹۱ | 2003 ML12    | ۲۹ ژوئن ۲۰۰۳   |
| ۱۱۴۷۹۲ | 2003 MT12    | ۳۰ ژوئن ۲۰۰۳   |
| ۱۱۴۷۹۳ | 2003 NK1     | ۱ ژوئیه ۲۰۰۳   |
| ۱۱۴۷۹۴ | 2003 NM1     | ۱ ژوئیه ۲۰۰۳   |
| ۱۱۴۷۹۵ | 2003 NP1     | ۲ ژوئیه ۲۰۰۳   |
| ۱۱۴۷۹۶ | 2003 NO2     | ۳ ژوئیه ۲۰۰۳   |
| ۱۱۴۷۹۷ | 2003 NL3     | ۴ ژوئیه ۲۰۰۳   |
| ۱۱۴۷۹۸ | 2003 NW3     | ۳ ژوئیه ۲۰۰۳   |
| ۱۱۴۷۹۹ | 2003 NP6     | ۸ ژوئیه ۲۰۰۳   |
| ۱۱۴۸۰۰ | 2003 NM7     | ۸ ژوئیه ۲۰۰۳   |
| ۱۱۴۸۰۱ | 2003 NG8     | ۸ ژوئیه ۲۰۰۳   |
| ۱۱۴۸۰۲ | 2003 NN8     | ۱ ژوئیه ۲۰۰۳   |
| ۱۱۴۸۰۳ | 2003 NP8     | ۱۰ ژوئیه ۲۰۰۳  |
| ۱۱۴۸۰۴ | 2003 NS8     | ۱۰ ژوئیه ۲۰۰۳  |
| ۱۱۴۸۰۵ | 2003 NR10    | ۳ ژوئیه ۲۰۰۳   |
| ۱۱۴۸۰۵ | 2003 OR      | ۲۰ ژوئیه ۲۰۰۳  |
| ۱۱۴۸۰۷ | 2003 OK1     | ۲۰ ژوئیه ۲۰۰۳  |
| ۱۱۴۸۰۸ | 2003 OP3     | ۲۲ ژوئیه ۲۰۰۳  |
| ۱۱۴۸۰۹ | 2003 OA5     | ۲۲ ژوئیه ۲۰۰۳  |
| ۱۱۴۸۱۰ | 2003 OQ5     | ۲۴ ژوئیه ۲۰۰۳  |
| ۱۱۴۸۱۱ | 2003 OR5     | ۲۴ ژوئیه ۲۰۰۳  |
| ۱۱۴۸۱۲ | 2003 OU5     | ۲۴ ژوئیه ۲۰۰۳  |
| ۱۱۴۸۱۳ | 2003 OB7     | ۲۴ ژوئیه ۲۰۰۳  |
| ۱۱۴۸۱۴ | 2003 OG9     | ۲۳ ژوئیه ۲۰۰۳  |
| ۱۱۴۸۱۵ | 2003 OO9     | ۲۴ ژوئیه ۲۰۰۳  |
| ۱۱۴۸۱۶ | 2003 OT9     | ۲۵ ژوئیه ۲۰۰۳  |
| ۱۱۴۸۱۷ | 2003 OK10    | ۲۶ ژوئیه ۲۰۰۳  |
| ۱۱۴۸۱۸ | 2003 OR10    | ۲۷ ژوئیه ۲۰۰۳  |
| ۱۱۴۸۱۹ | 2003 OU11    | ۲۰ ژوئیه ۲۰۰۳  |
| ۱۱۴۸۲۰ | 2003 OS12    | ۲۸ ژوئیه ۲۰۰۳  |
| ۱۱۴۸۲۱ | 2003 OC14    | ۲۸ ژوئیه ۲۰۰۳  |
| ۱۱۴۸۲۲ | 2003 ON15    | ۲۳ ژوئیه ۲۰۰۳  |
| ۱۱۴۸۲۳ | 2003 OB16    | ۲۳ ژوئیه ۲۰۰۳  |
| ۱۱۴۸۲۴ | 2003 OB17    | ۲۹ ژوئیه ۲۰۰۳  |
| ۱۱۴۸۲۵ | 2003 OD17    | ۲۹ ژوئیه ۲۰۰۳  |
| ۱۱۴۸۲۶ | 2003 OX17    | ۲۹ ژوئیه ۲۰۰۳  |
| ۱۱۴۸۲۷ | 2003 OY18    | ۳۰ ژوئیه ۲۰۰۳  |
| ۱۱۴۸۲۸ | Ricoromita   | ۳۰ ژوئیه ۲۰۰۳  |
| ۱۱۴۸۲۹ | Chierchia    | ۲۳ ژوئیه ۲۰۰۳  |
| ۱۱۴۸۳۰ | 2003 OX21    | ۲۹ ژوئیه ۲۰۰۳  |
| ۱۱۴۸۳۱ | 2003 OG22    | ۲۹ ژوئیه ۲۰۰۳  |
| ۱۱۴۸۳۲ | 2003 OT22    | ۳۰ ژوئیه ۲۰۰۳  |
| ۱۱۴۸۳۳ | 2003 OZ22    | ۳۰ ژوئیه ۲۰۰۳  |
| ۱۱۴۸۳۴ | 2003 OB23    | ۳۰ ژوئیه ۲۰۰۳  |
| ۱۱۴۸۳۵ | 2003 ON26    | ۲۴ ژوئیه ۲۰۰۳  |
| ۱۱۴۸۳۶ | 2003 OZ26    | ۲۴ ژوئیه ۲۰۰۳  |
| ۱۱۴۸۳۷ | 2003 OB28    | ۲۴ ژوئیه ۲۰۰۳  |
| ۱۱۴۸۳۸ | 2003 OD29    | ۲۴ ژوئیه ۲۰۰۳  |
| ۱۱۴۸۳۹ | 2003 OL29    | ۲۴ ژوئیه ۲۰۰۳  |
| ۱۱۴۸۴۰ | 2003 OK31    | ۳۰ ژوئیه ۲۰۰۳  |
| ۱۱۴۸۴۰ | 2003 PF      | ۱ اوت ۲۰۰۳     |
| ۱۱۴۸۴۲ | 2003 PF1     | ۱ اوت ۲۰۰۳     |
| ۱۱۴۸۴۳ | 2003 PW1     | ۱ اوت ۲۰۰۳     |
| ۱۱۴۸۴۴ | 2003 PZ1     | ۱ اوت ۲۰۰۳     |
| ۱۱۴۸۴۵ | 2003 PN2     | ۲ اوت ۲۰۰۳     |
| ۱۱۴۸۴۶ | 2003 PP3     | ۲ اوت ۲۰۰۳     |
| ۱۱۴۸۴۷ | 2003 PS3     | ۲ اوت ۲۰۰۳     |
| ۱۱۴۸۴۸ | 2003 PE4     | ۲ اوت ۲۰۰۳     |
| ۱۱۴۸۴۹ | 2003 PY4     | ۳ اوت ۲۰۰۳     |
| ۱۱۴۸۵۰ | 2003 PC5     | ۴ اوت ۲۰۰۳     |
| ۱۱۴۸۵۱ | 2003 PZ5     | ۱ اوت ۲۰۰۳     |
| ۱۱۴۸۵۲ | 2003 PL6     | ۱ اوت ۲۰۰۳     |
| ۱۱۴۸۵۳ | 2003 PM6     | ۱ اوت ۲۰۰۳     |
| ۱۱۴۸۵۴ | 2003 PY7     | ۲ اوت ۲۰۰۳     |
| ۱۱۴۸۵۵ | 2003 PH8     | ۲ اوت ۲۰۰۳     |
| ۱۱۴۸۵۶ | 2003 PP8     | ۴ اوت ۲۰۰۳     |
| ۱۱۴۸۵۷ | 2003 PE9     | ۴ اوت ۲۰۰۳     |
| ۱۱۴۸۵۸ | 2003 PO9     | ۴ اوت ۲۰۰۳     |
| ۱۱۴۸۵۹ | 2003 PK12    | ۷ اوت ۲۰۰۳     |
| ۱۱۴۸۵۹ | 2003 QB      | ۲۴ ژوئیه ۲۰۰۳  |
| ۱۱۴۸۵۹ | 2003 QD      | ۱۷ اوت ۲۰۰۳    |
| ۱۱۴۸۶۲ | 2003 QF1     | ۱۹ اوت ۲۰۰۳    |
| ۱۱۴۸۶۳ | 2003 QH1     | ۱۹ اوت ۲۰۰۳    |
| ۱۱۴۸۶۴ | 2003 QM1     | ۱۹ اوت ۲۰۰۳    |
| ۱۱۴۸۶۵ | 2003 QP2     | ۱۹ اوت ۲۰۰۳    |
| ۱۱۴۸۶۶ | 2003 QU2     | ۱۹ اوت ۲۰۰۳    |
| ۱۱۴۸۶۷ | 2003 QP3     | ۱۷ اوت ۲۰۰۳    |
| ۱۱۴۸۶۸ | 2003 QW5     | ۲۱ اوت ۲۰۰۳    |
| ۱۱۴۸۶۹ | 2003 QX5     | ۱۸ اوت ۲۰۰۳    |
| ۱۱۴۸۷۰ | 2003 QF7     | ۲۰ اوت ۲۰۰۳    |
| ۱۱۴۸۷۱ | 2003 QH7     | ۲۱ اوت ۲۰۰۳    |
| ۱۱۴۸۷۲ | 2003 QE8     | ۲۰ اوت ۲۰۰۳    |
| ۱۱۴۸۷۳ | 2003 QZ9     | ۲۰ اوت ۲۰۰۳    |
| ۱۱۴۸۷۴ | 2003 QY10    | ۲۰ اوت ۲۰۰۳    |
| ۱۱۴۸۷۵ | 2003 QG11    | ۲۱ اوت ۲۰۰۳    |
| ۱۱۴۸۷۶ | 2003 QP11    | ۲۱ اوت ۲۰۰۳    |
| ۱۱۴۸۷۷ | 2003 QN12    | ۲۲ اوت ۲۰۰۳    |
| ۱۱۴۸۷۸ | 2003 QS12    | ۲۲ اوت ۲۰۰۳    |
| ۱۱۴۸۷۹ | 2003 QW12    | ۲۲ اوت ۲۰۰۳    |
| ۱۱۴۸۸۰ | 2003 QE13    | ۲۲ اوت ۲۰۰۳    |
| ۱۱۴۸۸۱ | 2003 QJ14    | ۲۰ اوت ۲۰۰۳    |
| ۱۱۴۸۸۲ | 2003 QU14    | ۲۰ اوت ۲۰۰۳    |
| ۱۱۴۸۸۳ | 2003 QV14    | ۲۰ اوت ۲۰۰۳    |
| ۱۱۴۸۸۴ | 2003 QD15    | ۲۰ اوت ۲۰۰۳    |
| ۱۱۴۸۸۵ | 2003 QG16    | ۲۰ اوت ۲۰۰۳    |
| ۱۱۴۸۸۶ | 2003 QN16    | ۲۰ اوت ۲۰۰۳    |
| ۱۱۴۸۸۷ | 2003 QS16    | ۲۱ اوت ۲۰۰۳    |
| ۱۱۴۸۸۸ | 2003 QT16    | ۲۱ اوت ۲۰۰۳    |
| ۱۱۴۸۸۹ | 2003 QJ18    | ۲۲ اوت ۲۰۰۳    |
| ۱۱۴۸۹۰ | 2003 QP19    | ۲۲ اوت ۲۰۰۳    |
| ۱۱۴۸۹۱ | 2003 QD20    | ۲۲ اوت ۲۰۰۳    |
| ۱۱۴۸۹۲ | 2003 QN20    | ۲۲ اوت ۲۰۰۳    |
| ۱۱۴۸۹۳ | 2003 QR20    | ۲۲ اوت ۲۰۰۳    |
| ۱۱۴۸۹۴ | 2003 QS20    | ۲۲ اوت ۲۰۰۳    |
| ۱۱۴۸۹۵ | 2003 QG21    | ۲۲ اوت ۲۰۰۳    |
| ۱۱۴۸۹۶ | 2003 QV21    | ۲۲ اوت ۲۰۰۳    |
| ۱۱۴۸۹۷ | 2003 QX21    | ۲۰ اوت ۲۰۰۳    |
| ۱۱۴۸۹۸ | 2003 QQ22    | ۲۰ اوت ۲۰۰۳    |
| ۱۱۴۸۹۹ | 2003 QT23    | ۲۱ اوت ۲۰۰۳    |
| ۱۱۴۹۰۰ | 2003 QU24    | ۲۲ اوت ۲۰۰۳    |
| ۱۱۴۹۰۱ | 2003 QK25    | ۲۲ اوت ۲۰۰۳    |
| ۱۱۴۹۰۲ | 2003 QN25    | ۲۲ اوت ۲۰۰۳    |
| ۱۱۴۹۰۳ | 2003 QW25    | ۲۲ اوت ۲۰۰۳    |
| ۱۱۴۹۰۴ | 2003 QX25    | ۲۲ اوت ۲۰۰۳    |
| ۱۱۴۹۰۵ | 2003 QX26    | ۲۲ اوت ۲۰۰۳    |
| ۱۱۴۹۰۶ | 2003 QH27    | ۲۳ اوت ۲۰۰۳    |
| ۱۱۴۹۰۷ | 2003 QK27    | ۲۳ اوت ۲۰۰۳    |
| ۱۱۴۹۰۸ | 2003 QO27    | ۲۳ اوت ۲۰۰۳    |
| ۱۱۴۹۰۹ | 2003 QD28    | ۲۰ اوت ۲۰۰۳    |
| ۱۱۴۹۱۰ | 2003 QA29    | ۲۴ اوت ۲۰۰۳    |
| ۱۱۴۹۱۱ | 2003 QR30    | ۲۳ اوت ۲۰۰۳    |
| ۱۱۴۹۱۲ | 2003 QS30    | ۲۳ اوت ۲۰۰۳    |
| ۱۱۴۹۱۳ | 2003 QG33    | ۲۲ اوت ۲۰۰۳    |
| ۱۱۴۹۱۴ | 2003 QO34    | ۲۲ اوت ۲۰۰۳    |
| ۱۱۴۹۱۵ | 2003 QU34    | ۲۲ اوت ۲۰۰۳    |
| ۱۱۴۹۱۶ | 2003 QF36    | ۲۲ اوت ۲۰۰۳    |
| ۱۱۴۹۱۷ | 2003 QW36    | ۲۲ اوت ۲۰۰۳    |
| ۱۱۴۹۱۸ | 2003 QX36    | ۲۲ اوت ۲۰۰۳    |
| ۱۱۴۹۱۹ | 2003 QQ38    | ۲۲ اوت ۲۰۰۳    |
| ۱۱۴۹۲۰ | 2003 QX38    | ۲۲ اوت ۲۰۰۳    |
| ۱۱۴۹۲۱ | 2003 QA39    | ۲۲ اوت ۲۰۰۳    |
| ۱۱۴۹۲۲ | 2003 QB40    | ۲۲ اوت ۲۰۰۳    |
| ۱۱۴۹۲۳ | 2003 QL40    | ۲۲ اوت ۲۰۰۳    |
| ۱۱۴۹۲۴ | 2003 QL41    | ۲۲ اوت ۲۰۰۳    |
| ۱۱۴۹۲۵ | 2003 QX41    | ۲۲ اوت ۲۰۰۳    |
| ۱۱۴۹۲۶ | 2003 QW42    | ۲۲ اوت ۲۰۰۳    |
| ۱۱۴۹۲۷ | 2003 QZ42    | ۲۲ اوت ۲۰۰۳    |
| ۱۱۴۹۲۸ | 2003 QB43    | ۲۲ اوت ۲۰۰۳    |
| ۱۱۴۹۲۹ | 2003 QU43    | ۲۲ اوت ۲۰۰۳    |
| ۱۱۴۹۳۰ | 2003 QH44    | ۲۳ اوت ۲۰۰۳    |
| ۱۱۴۹۳۱ | 2003 QG45    | ۲۳ اوت ۲۰۰۳    |
| ۱۱۴۹۳۲ | 2003 QM45    | ۲۳ اوت ۲۰۰۳    |
| ۱۱۴۹۳۳ | 2003 QZ45    | ۲۳ اوت ۲۰۰۳    |
| ۱۱۴۹۳۴ | 2003 QX47    | ۲۰ اوت ۲۰۰۳    |
| ۱۱۴۹۳۵ | 2003 QF50    | ۲۲ اوت ۲۰۰۳    |
| ۱۱۴۹۳۶ | 2003 QH51    | ۲۲ اوت ۲۰۰۳    |
| ۱۱۴۹۳۷ | 2003 QP51    | ۲۳ اوت ۲۰۰۳    |
| ۱۱۴۹۳۸ | 2003 QW51    | ۲۳ اوت ۲۰۰۳    |
| ۱۱۴۹۳۹ | 2003 QB52    | ۲۳ اوت ۲۰۰۳    |
| ۱۱۴۹۴۰ | 2003 QH52    | ۲۳ اوت ۲۰۰۳    |
| ۱۱۴۹۴۱ | 2003 QB53    | ۲۳ اوت ۲۰۰۳    |
| ۱۱۴۹۴۲ | 2003 QJ53    | ۲۳ اوت ۲۰۰۳    |
| ۱۱۴۹۴۳ | 2003 QT53    | ۲۳ اوت ۲۰۰۳    |
| ۱۱۴۹۴۴ | 2003 QU53    | ۲۳ اوت ۲۰۰۳    |
| ۱۱۴۹۴۵ | 2003 QO54    | ۲۳ اوت ۲۰۰۳    |
| ۱۱۴۹۴۶ | 2003 QQ54    | ۲۳ اوت ۲۰۰۳    |
| ۱۱۴۹۴۷ | 2003 QR54    | ۲۳ اوت ۲۰۰۳    |
| ۱۱۴۹۴۸ | 2003 QU54    | ۲۳ اوت ۲۰۰۳    |
| ۱۱۴۹۴۹ | 2003 QX54    | ۲۳ اوت ۲۰۰۳    |
| ۱۱۴۹۵۰ | 2003 QC55    | ۲۳ اوت ۲۰۰۳    |
| ۱۱۴۹۵۱ | 2003 QL55    | ۲۳ اوت ۲۰۰۳    |
| ۱۱۴۹۵۲ | 2003 QA57    | ۲۳ اوت ۲۰۰۳    |
| ۱۱۴۹۵۳ | 2003 QD57    | ۲۳ اوت ۲۰۰۳    |
| ۱۱۴۹۵۴ | 2003 QE57    | ۲۳ اوت ۲۰۰۳    |
| ۱۱۴۹۵۵ | 2003 QF57    | ۲۳ اوت ۲۰۰۳    |
| ۱۱۴۹۵۶ | 2003 QG59    | ۲۳ اوت ۲۰۰۳    |
| ۱۱۴۹۵۷ | 2003 QB60    | ۲۳ اوت ۲۰۰۳    |
| ۱۱۴۹۵۸ | 2003 QO60    | ۲۳ اوت ۲۰۰۳    |
| ۱۱۴۹۵۹ | 2003 QQ60    | ۲۳ اوت ۲۰۰۳    |
| ۱۱۴۹۶۰ | 2003 QZ60    | ۲۳ اوت ۲۰۰۳    |
| ۱۱۴۹۶۱ | 2003 QD61    | ۲۳ اوت ۲۰۰۳    |
| ۱۱۴۹۶۲ | 2003 QM61    | ۲۳ اوت ۲۰۰۳    |
| ۱۱۴۹۶۳ | 2003 QN61    | ۲۳ اوت ۲۰۰۳    |
| ۱۱۴۹۶۴ | 2003 QQ61    | ۲۳ اوت ۲۰۰۳    |
| ۱۱۴۹۶۵ | 2003 QR61    | ۲۳ اوت ۲۰۰۳    |
| ۱۱۴۹۶۶ | 2003 QY61    | ۲۳ اوت ۲۰۰۳    |
| ۱۱۴۹۶۷ | 2003 QM62    | ۲۳ اوت ۲۰۰۳    |
| ۱۱۴۹۶۸ | 2003 QO62    | ۲۳ اوت ۲۰۰۳    |
| ۱۱۴۹۶۹ | 2003 QQ62    | ۲۳ اوت ۲۰۰۳    |
| ۱۱۴۹۷۰ | 2003 QS62    | ۲۳ اوت ۲۰۰۳    |
| ۱۱۴۹۷۱ | 2003 QX62    | ۲۳ اوت ۲۰۰۳    |
| ۱۱۴۹۷۲ | 2003 QV63    | ۲۳ اوت ۲۰۰۳    |
| ۱۱۴۹۷۳ | 2003 QZ63    | ۲۳ اوت ۲۰۰۳    |
| ۱۱۴۹۷۴ | 2003 QA64    | ۲۳ اوت ۲۰۰۳    |
| ۱۱۴۹۷۵ | 2003 QD64    | ۲۳ اوت ۲۰۰۳    |
| ۱۱۴۹۷۶ | 2003 QL64    | ۲۳ اوت ۲۰۰۳    |
| ۱۱۴۹۷۷ | 2003 QQ64    | ۲۳ اوت ۲۰۰۳    |
| ۱۱۴۹۷۸ | 2003 QS64    | ۲۳ اوت ۲۰۰۳    |
| ۱۱۴۹۷۹ | 2003 QV64    | ۲۳ اوت ۲۰۰۳    |
| ۱۱۴۹۸۰ | 2003 QY64    | ۲۳ اوت ۲۰۰۳    |
| ۱۱۴۹۸۱ | 2003 QZ64    | ۲۳ اوت ۲۰۰۳    |
| ۱۱۴۹۸۲ | 2003 QP65    | ۲۵ اوت ۲۰۰۳    |
| ۱۱۴۹۸۳ | 2003 QC66    | ۲۲ اوت ۲۰۰۳    |
| ۱۱۴۹۸۴ | 2003 QL66    | ۲۲ اوت ۲۰۰۳    |
| ۱۱۴۹۸۵ | 2003 QH67    | ۲۳ اوت ۲۰۰۳    |
| ۱۱۴۹۸۶ | 2003 QO67    | ۲۴ اوت ۲۰۰۳    |
| ۱۱۴۹۸۷ | Tittel       | ۲۶ اوت ۲۰۰۳    |
| ۱۱۴۹۸۸ | 2003 QP69    | ۲۴ اوت ۲۰۰۳    |
| ۱۱۴۹۸۹ | 2003 QQ69    | ۲۴ اوت ۲۰۰۳    |
| ۱۱۴۹۹۰ | Szeidl       | ۲۶ اوت ۲۰۰۳    |
| ۱۱۴۹۹۱ | Balazs       | ۲۶ اوت ۲۰۰۳    |
| ۱۱۴۹۹۲ | 2003 QG70    | ۲۰ اوت ۲۰۰۳    |
| ۱۱۴۹۹۳ | 2003 QK70    | ۲۴ اوت ۲۰۰۳    |
| ۱۱۴۹۹۴ | 2003 QP70    | ۲۳ اوت ۲۰۰۳    |
| ۱۱۴۹۹۵ | 2003 QY71    | ۲۵ اوت ۲۰۰۳    |
| ۱۱۴۹۹۶ | 2003 QL72    | ۲۳ اوت ۲۰۰۳    |
| ۱۱۴۹۹۷ | 2003 QA73    | ۲۴ اوت ۲۰۰۳    |
| ۱۱۴۹۹۸ | 2003 QD74    | ۲۴ اوت ۲۰۰۳    |
| ۱۱۴۹۹۹ | 2003 QR74    | ۲۴ اوت ۲۰۰۳    |
| ۱۱۵۰۰۰ | 2003 QD75    | ۲۴ اوت ۲۰۰۳    |